# Kernenergie

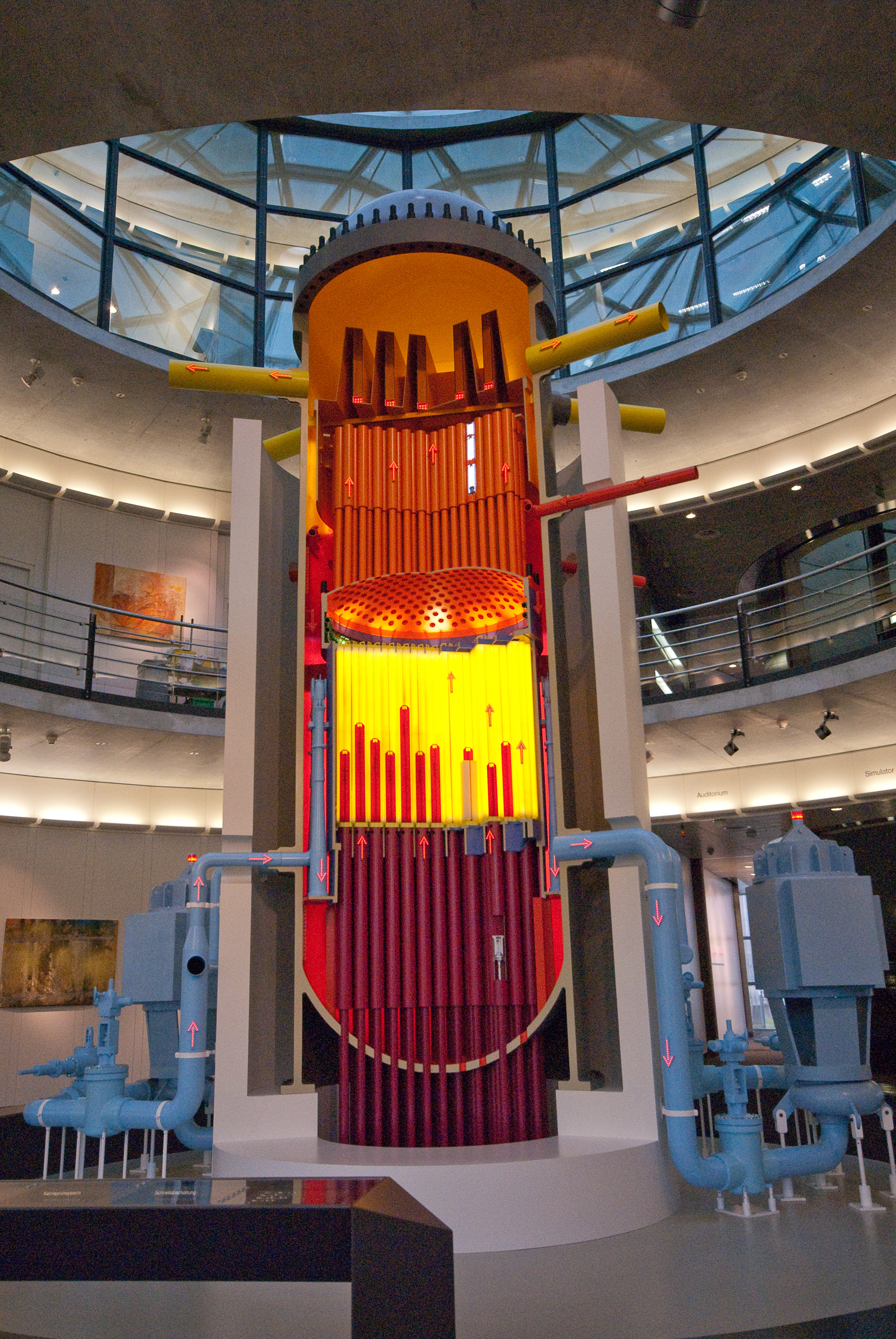
Schnittmodell eines Kernreaktors mit 1220 MW elektrischer Leistung zur zivilen Nutzung der Kernenergie

Weltweite Stromerzeugung in Kernkraftwerken 1965–2024 in TWh

Anteil der Stromerzeugung aus Kernenergie pro Land

Kernenergie, auch Atomenergie, Atomkraft, Kernkraft oder Nuklearenergie, ist die Technologie zur großtechnischen Erzeugung von Sekundärenergie mittels Kernspaltung. Diese Technologie wird seit den 1950er Jahren in großem Maßstab zur Stromproduktion genutzt. Nach anfänglicher Euphorie und großem gesellschaftlichen Konsens für die neue Technologie, kam in den 1970er Jahren die Anti-Atomkraft-Bewegung auf und die Kernenergie ist seitdem eine der gesellschaftlich umkämpftesten Industrietechnologien überhaupt. Zu den Vor- und Nachteilen der Kernenergie gibt es unterschiedliche Ansichten, insbesondere wird ihre Sicherheit kontrovers diskutiert. Betrachtet man alle bisherigen Todesfälle, gehören Kernkraftwerke zu den sichersten Mitteln zur Stromproduktion. Befürworter verweisen auf die Grundlastfähigkeit der Kernenergie und die kohlenstoffarme Stromerzeugung, die eine wichtige Säule beim Klimaschutz und der Aufrechterhaltung einer sicheren und bezahlbaren Stromversorgung sein könne. Kritiker sehen die Kernenergie im Vergleich zu einem erneuerbaren Energiesystems auf Basis aus Solar-, Wind-, Wasser- und Speichersystemen als zu teuer an und argumentieren im Hinblick auf die langen Bauzeiten von Kernkraftwerken, dass die Kernenergie für die Begrenzung des Klimawandels nicht schnell genug ausgebaut werden könne.

## Geschichte

### Begriffsgeschichte
Als einer der ersten prägte der Physiker Hans Geitel 1899 den Begriff Atomenergie für die im Zusammenhang mit radioaktiven Zerfallsprozessen auftretenden Phänomene. Später kamen die Synonyme Atomkernenergie, Atomkraft, Kernkraft und Kernenergie hinzu.
Die Verwendung dieser Bezeichnungen hat eine politisch-ideologisch motivierte Verschiebung erfahren. In den 1950er-Jahren war die Vorsilbe Atom noch nicht ideologisch besetzt und wurde auch von Befürwortern der Technik verwendet. Franz Josef Strauß war zum Beispiel Bundesminister für Atomfragen und der Lobbyverband der am Einsatz der Technik interessierten deutschen Unternehmen wurde 1959 als Deutsches Atomforum gegründet. Experten sowie Befürworter der Kernenergie verwendeten hauptsächlich die Vorsilbe Kern, da die relevanten Prozesse im Atomkern ablaufen, und nicht im gesamten Atom. Kritiker bestanden dagegen auf die Vorsilbe Atom und knüpften dabei an den Widerstand gegen die Atombomben-Bewaffnung der Bundeswehr in den 1950er-Jahren an. Zunächst unterschieden sich die beiden Synonyme in ihrem Gebrauch zwischen Fachsprache und Alltagssprache. Erst durch die Auseinandersetzung um die Begriffe wurden Kernkraft und Atomkraft zu politischen Signalwörtern und Erkennungszeichen.
Das Synonym Atomkernenergie wurde in der ersten Zeit der technischen Nutzung verwendet (Namensänderung des Atomministerium in Bundesministerium für Atomkernenergie 1961) und bis heute als atomrechtlicher Begriff etwa beim Länderausschuss für Atomkernenergie.

### Technikgeschichte

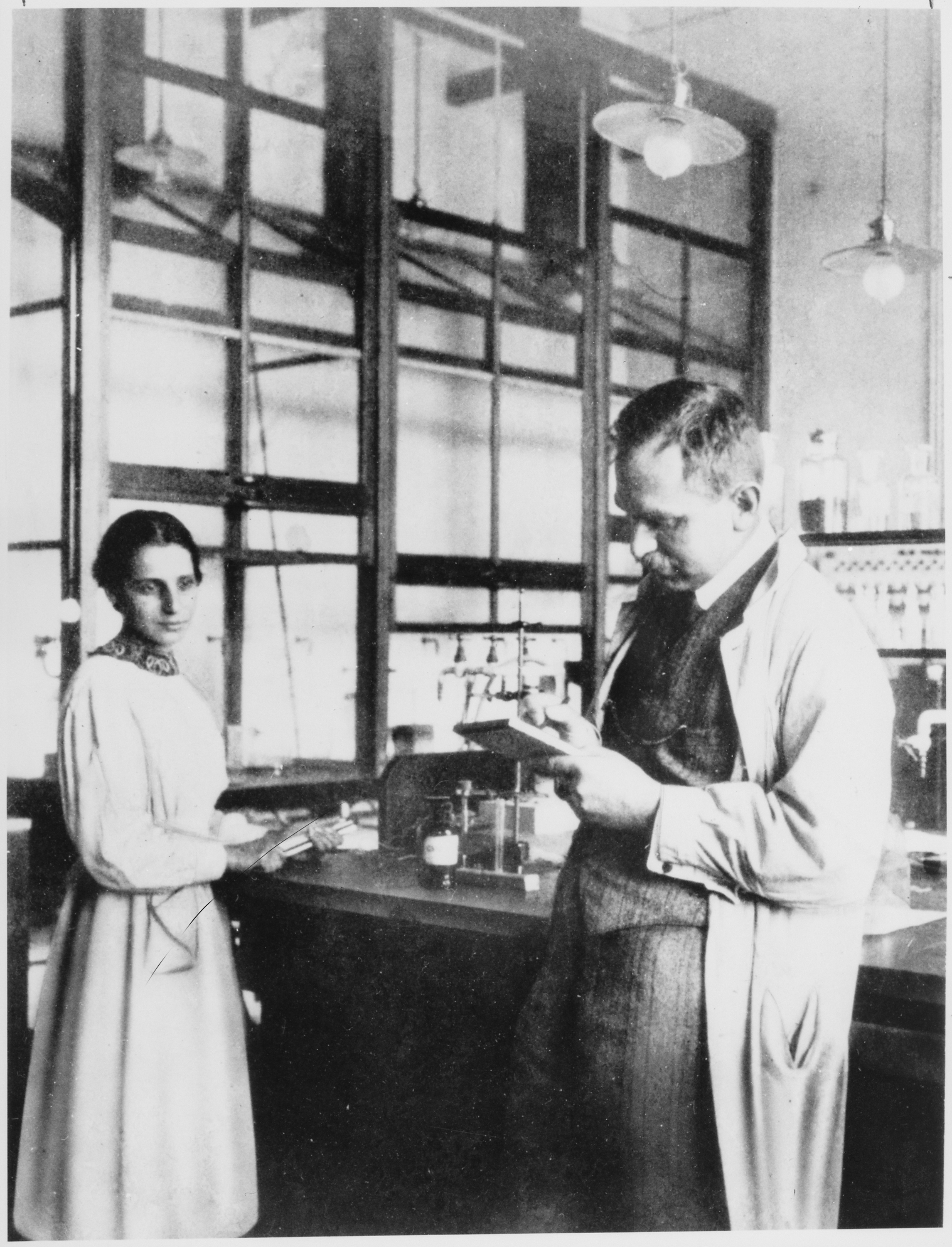
Lise Meitner und Otto Hahn im Labor, 1913

Um 1890 wurden erste Experimente zur Radioaktivität durchgeführt. Das Ziel Antoine Henri Becquerels, Marie und Pierre Curies und anderer war die Erforschung von Kernreaktionen.
1938 entdeckten Otto Hahn und Fritz Straßmann die induzierte Kernspaltung von Uran, die 1939 von Lise Meitner und Otto Frisch theoretisch erklärt wurde. Zusammen mit dem insbesondere von Frédéric und Irène Joliot-Curie erbrachten Nachweis, dass eine Kettenreaktion möglich ist, weil bei jeder durch ein Neutron ausgelösten Kernspaltung mehrere weitere Neutronen freigesetzt werden, wurden die praktischen Anwendungsmöglichkeiten der Kernspaltung klar.

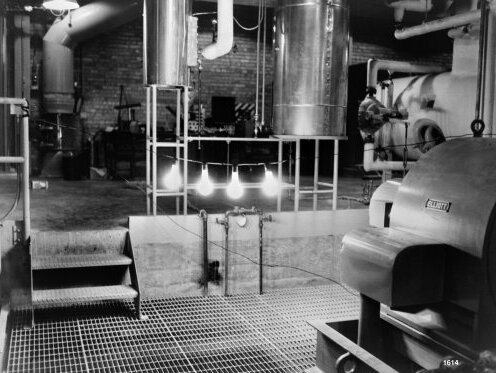
Die vier Glühlampen im Versuchsreaktor EBR-I am 20. Dezember 1951

Zuerst wurden diese Erkenntnisse für die militärische Forschung während des Zweiten Weltkrieges genutzt. Im Rahmen des Manhattan-Projekts gelang Enrico Fermi am 2. Dezember 1942 die erste kontrollierte nukleare Kettenreaktion in einem Kernreaktor in Chicago (Chicago Pile One). Während das Ziel des von Robert Oppenheimer geleiteten Manhattan-Projekts mit der ersten erfolgreich gezündeten Atombombe am 16. Juli 1945 (Trinity-Test) erreicht wurde, gelang es der deutschen Forschungsgruppe unter Werner Heisenberg und Carl Friedrich von Weizsäcker bis zum Kriegsende nicht, einen funktionierenden Kernreaktor zu entwickeln (Uranprojekt).
Nach dem Zweiten Weltkrieg wurde die militärische Forschung fortgesetzt. Parallel wurde die zivile Verwendung der Kernenergie entwickelt. Ende 1951 erzeugte der Versuchsreaktor EBR-I im US-Bundesstaat Idaho erstmals elektrischen Strom aus Kernenergie und erleuchtete am 20. Dezember vier Glühlampen. Das erste Kraftwerk zur großtechnischen Erzeugung von elektrischer Energie wurde 1954 mit dem Kernkraftwerk Obninsk bei Moskau in Betrieb genommen. 1955 folgte das Kernkraftwerk Calder Hall in Nord-West England auf dem Gelände des Nuklearkomplexes Sellafield.
In Deutschland wurde 1957 mit dem Forschungsreaktor München in Garching der erste Forschungsreaktor in Betrieb genommen. 1961 wurde auf der Gemarkung der Gemeinde Karlstein am Main aus dem Kernkraftwerk Kahl mit einer Leistung von 15 MW zum ersten Mal elektrischer Strom aus Kernenergie in das westdeutsche Versorgungsnetz eingespeist. 1966 nahm in der DDR das Kernkraftwerk Rheinsberg seinen Betrieb auf. Der Ausbau der Kernenergie in Westdeutschland erfolgte dabei nicht marktgetrieben bzw. als Reaktion auf eine Energieknappheit. Stattdessen kam staatlichen Instanzen die Schlüsselrolle zu, während z. B. die Energieversorgungsunternehmen „lange der bremsende Faktor bei der Durchsetzung der Kernenergie“ waren. Es wird sogar die Auffassung vertreten, dass in den Anfangsjahren der entscheidende Antrieb für das deutsche Kernenergieprogramm darin bestand, damit die Option auf eine Nuklearbewaffnung zu schaffen. Während die deutsche Atompolitik in Fortsetzung des Uranprojekts (siehe oben) zunächst auf den Schwerwasserreaktor setzte, übernahm man in den 1960er Jahren das günstigere amerikanische Konzept des Leichtwasserreaktors, ein „Sieg der Ökonomen über die Techniker“.
Mit dieser Nachahmung der Amerikaner ergaben sich für Deutschland spezifische Probleme: So waren die zivilen amerikanischen Reaktoren in Anbetracht des Status der USA als Atommacht derart gewählt, dass sie von den militärischen Uran- und Plutoniumanlagen profitierten, womit eine fließende Grenze zur Militärtechnik eine Grundvoraussetzung der dortigen Reaktorentwicklung war. Deshalb war die Eignung der amerikanischen Reaktortechnik für Deutschland insoweit fraglich, zumindest für den Fall, dass sich Deutschland für alle Zeiten als Nichtatommacht begriffen hätte. Zudem war die Sicherheitsphilosophie beiderseits des Atlantiks eine andere: In den USA war man sich bewusst, dass Leichtwasserreaktoren eine geringere inhärente Sicherheit boten als andere zu dieser Zeit diskutierte Reaktortypen. Deshalb war es weitgehend Konsens, dass man mit dem Schlimmsten rechnen müsse und Kernkraftwerke dementsprechend vorwiegend in dünnbesiedelten und leicht zu evakuierenden Regionen gebaut werden sollten. In der viel dichter besiedelten Bundesrepublik war dies dagegen nicht möglich, da man sonst kaum Reaktorstandorte hätte ausweisen können. Stattdessen wurde, um einen entsprechenden Sicherheitsabstand vermeiden zu können, überlegt, Kernkraftwerke unterirdisch zu errichten, was aber von der Atomindustrie vehement abgelehnt wurde. Andere Planungen sahen dagegen dezidiert Kernkraftwerke vor, die nahe den Großstädten Ludwigshafen am Rhein bzw. Frankfurt am Main liegen sollten, um die dort ansässige Chemieindustrie mit Prozesswärme zu versorgen; maßgeblich aus den Überlegungen heraus motiviert, die besondere Zuverlässigkeit deutscher Kernkraftwerke zu beweisen.
In den 1960er Jahren wurden zahlreiche weitere Kernkraftwerke mit deutlich höherer Leistung gebaut. So hatte das 1966 in Betrieb gehende Kernkraftwerk Gundremmingen eine Leistung von 250 MW. 1968 wurde der Erzfrachter „Otto Hahn“ als nuklear betriebenes Forschungsfrachtschiff in Betrieb genommen; nach dem Ende des nuklearen Betriebs 1979 wurde es wieder auf Dieselantrieb umgerüstet.
In den 1970er Jahren wurde insbesondere nach der ersten Ölpreiskrise 1973/74 der Bau von Kernkraftwerken forciert. Diese Kernreaktoren, wie etwa der Block B des Kernkraftwerks Biblis, leisteten etwa 1,3 GW (= 1300 MW). Im Zuge der Proteste der Anti-Atomkraft-Bewegung gegen den Bau des Kernkraftwerks Wyhl 1975 in Deutschland entstand eine größere Opposition gegen die zivile Nutzung der Kernenergie. In Österreich wurde 1978 in einer Volksabstimmung beschlossen, das bereits fertig gebaute Kernkraftwerk Zwentendorf nicht in Betrieb zu nehmen. Die Kritik an der Kernenergie verstärkte und verschärfte sich insbesondere durch das schwere Reaktorunglück im Kernkraftwerk Three Mile Island bei Harrisburg (USA) am 28. März 1979, bei dem es erstmals zu einer partiellen Kernschmelze kam.
1983 wurde in Schmehausen der Thorium-Hochtemperaturreaktor (Kernkraftwerk THTR-300) in Betrieb genommen. Dieser Prototyp eines Kugelhaufenreaktors wurde sechs Jahre später nach mehreren technischen Störungen, langen Stillstandsphasen und nur 14 Monaten Volllastbetrieb stillgelegt. Die Stilllegung war notwendig geworden, weil die Anlage 1989 am Rande der Insolvenz stand und keine Einigung über die Übernahme der auch weiterhin zu erwartenden hohen Betriebsverluste erzielt werden konnte. Der THTR wurde in den Sicheren Einschluss überführt.
Am 26. April 1986 ereignete sich die Katastrophe von Tschernobyl, bei der nach einer Kernschmelze auch in Westeuropa große Mengen von Radioaktivität niedergingen. In der Folge nahm insbesondere in Europa die Kritik an der Nutzung der Kernenergie deutlich zu. Bis 2005 wurden zwei DDR-Kernkraftwerke (Greifswald (2200 MW) und Rheinsberg (70 MW)) aus ökonomischen Gründen vom Netz genommen.
Die rot-grüne Regierung Schröder I beschloss im Juni 2000 den Ausstieg aus der kommerziellen Nutzung der Kernenergie bis etwa 2020. Im Jahr 2010 beschloss die schwarz-gelbe Koalition Kabinett Merkel II eine Laufzeitverlängerung deutscher Kernkraftwerke um 8 bzw. 14 Jahre. Dieser Beschluss war politisch und gesellschaftlich stark umstritten. Als Reaktion auf die Nuklearkatastrophe von Fukushima verkündete die Bundesregierung im März 2011 zunächst ein dreimonatiges Atom-Moratorium. Im Atomkonsens wurde der Ausstieg bis Ende 2022 beschlossen und die acht ältesten Kernreaktoren in Deutschland wurden sofort stillgelegt. Am 15. April 2023 wurde mit der Abschaltung der letzten drei Kernkraftwerke der Atomausstieg in Deutschland vollzogen.

### Internationale Perspektive

Installationen und Deinstallationen von Kernenergieanlagen zur Stromerzeugung.
(Leistung aller neu installierten Kernkraftwerke [durchgezogener Rahmen] bzw. aller zerstörten oder permanent stillgelegten Kernkraftwerke [gepunkteter Rahmen] – aufgeschlüsselt nach Jahren und Ländern. Die Legende gibt die ISO-3166-1-Kodes der Länder an. Quelle:)

Die Anzahl aktiver Reaktoren stagniert seit 1990

Anteil der Stromerzeugung durch Kernenergie in Ländern mit dem größten Verbrauch fossiler Brennstoffe

Mit Stand November 2022 waren 423 Reaktorblöcke mit einer Gesamtleistung von 379,3 GW in 32 Ländern in Betrieb. Weitere 56 Reaktorblöcke mit einer Gesamtleistung von 57,7 GW befinden sich in Bau. Dazu sind mehr als 100 Kernkraftwerke für das kommende Jahrzehnt in Planung. Da parallel zu den Neubauten bisher auch schon 203 Kernkraftwerksblöcke abgeschaltet wurden, blieb die Zahl der Reaktoren seit den 1990er Jahren weitgehend konstant. Durch die weltweit steigende Stromerzeugung sank der Anteil der Kernkraft von 1996 bis 2018 von 17,5 % auf 10,15 %. 2021 erreichte die in Kernkraftwerken erzeugte elektrische Energie ein Rekordhoch von 2739 TWh. In der EU decken Kernkraftwerke etwa 25 % der verbrauchten Elektrizität (787 TWh Erzeugung bei 117 GW installierter Leistung).
Neben stationären Kernreaktoren gibt es etwa 180 Reaktoren auf ca. 140 Wasserfahrzeugen, darunter Atom-U-Boote, Flugzeugträger, einige Atomeisbrecher, 4 Frachtschiffe, sowie ein seegestütztes Kernkraftwerk. Es wurden auch bereits Satelliten mit Kernreaktoren betrieben und Reaktorkonzepte für Flugzeuge erforscht.
Laut dem PRIS (Power Reactor Information System) der IAEA sind die Anzahl der Kernkraftwerke und die installierte Leistung seit 1995 gestiegen. Im Jahr 2011 waren laut IAEA 65 Reaktoren weltweit im Bau sowie 114 in Planung. Nach der Nuklearkatastrophe von Fukushima wurden zahlreiche Neubaupläne vorübergehend revidiert. Beispielsweise stoppte China kurzzeitig alle Neubaupläne, steigerte dann aber stetig die jährlich erzeugte Energiemenge von 87 TWh im Jahr 2011 auf 401 TWh im Jahr 2021.
In den USA kündigte Präsident Barack Obama den Bau einer „neuen Generation sicherer, sauberer Atomkraftwerke“ an und bot dafür staatliche Kreditgarantien in Höhe von 38,6 Mrd. Euro. Mit Stand Februar 2020 befinden sich in den USA zwei Atomreaktoren in Bau. Die Laufzeitverlängerung über die bilanztechnisch geplante ursprüngliche Laufzeit von 40 Jahren hinaus wird bereits in den USA bei einigen Kraftwerken vollzogen und der weltweit älteste in Betrieb befindliche kommerzielle Reaktor (Kernkraftwerk Beznau) nahm in den 1960er Jahren seinen Betrieb auf.
Die damalige französische Regierung unter François Fillon bekräftigte 2011, dass die Kernenergie der Grundpfeiler der seit 40 Jahren andauernden Politik der Energieunabhängigkeit bleiben werde. Der im Mai 2012 neugewählte Präsident Hollande hat im Wahlkampf mit den (französischen) Grünen vereinbart, 24 der 58 französischen Reaktoren abschalten zu wollen, tatsächlich wurde während Hollandes Amtszeit nicht ein einziger Reaktor stillgelegt. Die zwei Reaktoren des Kraftwerks Fessenheim wurden 2020 unter seinem Nachfolger Macron endgültig abgeschaltet. Zum Stand 2019 war ein Reaktor (Flamanville 3) in Bau. Die staatliche Umweltbehörde warnte davor, dass der Bau neuer Kernreaktoren in dem Land nicht wirtschaftlich sei. Der staatliche Konzern EdF, der die Reaktoren des Landes betreibt, hat Berichten zufolge Schulden in Höhe von ~50 Milliarden Dollar, und muss bis 2030 ~100 Milliarden Euro investieren, um die alten Reaktoren in Betrieb zu halten. Im Februar 2022 kündigte Macron eine „Renaissance der Kernkraft“ an. Dazu sollen bis zu 14 neue Reaktoren gebaut und die Laufzeit sicherer Meiler über 50 Jahre hinaus verlängert werden. Im November 2022 bekräftigte er, den Bau neuer Kernkraftwerke zu beschleunigen.
In China befinden sich mit Stand Februar 2020 10 Kernkraftwerke in Bau, etwa 148 weitere Reaktorblöcke befinden sich in Planung. Im März 2011 setzte die Regierung die Genehmigung neuer Kernkraftwerke vorübergehend aus. Bis 2020 war eine Verachtfachung der installierten Leistung auf insgesamt 80 GW vorgesehen, bis Februar 2020 waren es jedoch nur 45,53 GW. Im Juli 2011 wurde berichtet, dass China wieder auf einen rasanten Ausbau der Kernenergie setzen würde, die Atomkatastrophe von Fukushima habe daran nicht viel geändert. Zum Stand 2021 sollen sich 17 Reaktoren im Bau befinden. China hat deutlich weniger Reaktoren gebaut als ursprünglich geplant, der Anteil der Kernenergie an der Stromerzeugung lag 2019 bei 5 %, und Beobachter warnten davor, dass neben den Risiken auch die veränderte Wirtschaftlichkeit der Energieerzeugung dazu führen könnte, dass neue Kernkraftwerke „in einer Welt, die sich auf billigere, zuverlässigere erneuerbare Energien verlegt, keinen Sinn mehr machen“.
Deutschland entschied sich bereits unter der Regierung Schröder für einen Atomausstieg bis etwa 2020/21. Die Regierung Merkel verlängerte zunächst die Laufzeiten, leitete jedoch nach dem Reaktorunfall von Fukushima einen beschleunigten Atomausstieg bis 2021 ein, welcher am 15. April 2023 begonnen wurde.
In Indien werden mit Stand Februar 2020 sieben Kernkraftwerke gebaut. 32 Reaktoren und 6 neue Kraftwerke befinden sich in Planung. Es ist vorgesehen, bis 2050 25 % des Elektrizitätsbedarfs durch Kernenergie zu decken.
Russland betreibt mit Stand Februar 2020 38 Reaktoren und baut 4, 31 befinden sich in Planung.
Südkorea betreibt derzeit 25 Reaktoren an vier Standorten, drei weitere Reaktoren befinden sich im Bau. Präsident Yoon Suk-yeo hat im Juli 2022 Ausstiegspläne seines Vorgängers aus dem Jahr 2017 verworfen. Langfristig ist geplant, den Anteil der Kernenergie auf 34,6 % zu vergrößern.
Italien hat nach einem Volksentscheid im Juni 2011, in dem sich 95 % der Bürger gegen den Wiedereinstieg entschieden, den von der Regierung Berlusconi geplanten Wiedereinstieg ad acta gelegt.
Tschechien plant seinen Anteil an Kernenergie an der Stromerzeugung von 30 % schrittweise auf 58 % zu erhöhen. Hierzu wurde 2019 beschlossen, am Standort Dukovalbny einen leistungsstarken Reaktor zu errichten, der um das Jahr 2035 bis dahin ausgediente Einheiten ersetzen kann. Danach sollen neue Kapazitäten am Standort Temelín entstehen. Die Regierung will damit ihre Energieunabhängigkeit sichern und erwartet einen erheblichen Beitrag zum Klimaschutz.
In Japan gingen bis zum 5. Mai 2011 sukzessive alle Reaktoren aus Wartungsgründen vom Netz. Für die Wiederanfahr-Erlaubnis sind die lokalen Parlamente zuständig, die lange alle Anträge abschlägig beschieden haben. Mitte September 2012, eineinhalb Jahre nach der Nuklearkatastrophe von Fukushima, beschloss die japanische Regierung den schrittweisen Ausstieg aus der Atomenergie bis spätestens 2040. Die Regierung von Shinzo Abe hat diesen Ausstieg allerdings wieder rückgängig gemacht. Das Kernkraftwerk Sendai wurde am 10. August 2015 als erstes Kernkraftwerk nach der Nuklearkatastrophe von Fukushima wieder angefahren. Für weitere 25 Reaktoren liefen Anträge auf Wiederzulassung. Nach dem Abschalten der Kernkraftwerke sind die Strompreise um 20 bis 30 % gestiegen; Japan musste im Jahr fossile Brennstoffe für geschätzte 26 Mrd. € zusätzlich importieren. Bis 2019 gingen 8 Reaktoren wieder ans Netz, 21 wurden endgültig abgeschaltet und 25 weitere waren inaktiv. Bis 2022 haben insgesamt 17 Reaktoren die verschärften Sicherheitsüberprüfungen bestanden und sollen laut Regierung möglichst bald wieder ans Netz gehen. Im August 2022 leitete die Regierung unter Fumio Kishida einen deutlichen Kurswechsel hin zur Kernenergie ein. Existierende Meiler sollen 60 Jahre lang laufen dürfen, und zusätzlich neu entwickelte Kraftwerke gebaut werden.

## Technische Aspekte
Für die Nutzung der Kernenergie werden nicht nur Kernkraftwerke benötigt, sondern auch Bergwerke zur Förderung von Uranerz, Anlagen zur Uran-Anreicherung, um das Erz in Kernbrennstoff zu verwandeln, Zwischenlager zur sicheren Aufbewahrung von abgebrannten Brennstäben, kernchemische Anlagen, um den anfallenden radioaktiven Abfall zur langfristigen Lagerung herzurichten und schließlich Endlager, in denen der radioaktive Abfall aufbewahrt wird, bis er durch radioaktiven Zerfall ungefährlich geworden ist. Wenn die noch nicht gespaltenen Anteile des Urans und neu entstandene spaltbare Elemente in abgebrannten Brennstäben zur weiteren Erzeugung von elektrischer Energie in Kernkraftwerken verwendet werden sollen, kommen zusätzlich Wiederaufarbeitungsanlagen zum Einsatz.

### Kernspaltung

Induzierte Kernspaltung von Uran-235

Bei der induzierten Kernspaltung zerfällt ein Atomkern eines Uran- oder Plutonium-Isotops, nachdem er ein Neutron absorbiert hat, in (meist) zwei leichtere Kerne (die Spaltfragmente). Die frei werdende Energie stammt aus der Differenz an Bindungsenergie der Spaltfragmente gegenüber dem Ursprungskern und wird in Form von kinetischer Energie der Spaltfragmente und als Gammastrahlung freigesetzt. Einschließlich der Energie, die beim nachträglichen radioaktiven Zerfall der Spaltfragmente noch frei wird, ergeben sich pro Spaltung etwa 200 MeV, also knapp 1 MeV pro Nukleon. Außer den Spaltprodukten werden bei der Spaltung auch 2–3 prompte Neutronen freigesetzt. Diese können weitere Kernspaltungen bewirken und führen so zu einer Kettenreaktion. Die nach der Spaltung aus den Spaltfragmenten noch abgegebenen verzögerten Neutronen ermöglichen es, die Kettenreaktion in einem Kernreaktor technisch zu steuern (siehe Kritikalität).
Der Energieausbeute von rund 200 MeV pro Spaltung entspricht eine thermische Energie von etwa 0,96 MWd (Megawatt-Tagen) pro Gramm Uran-235 oder Plutonium-239. Die gleiche thermische Energie kann durch Verbrennen von 2,8 t Steinkohle, 10 t Braunkohle oder 1,9 t leichtem Heizöl gewonnen werden.

### Kernkraftwerk

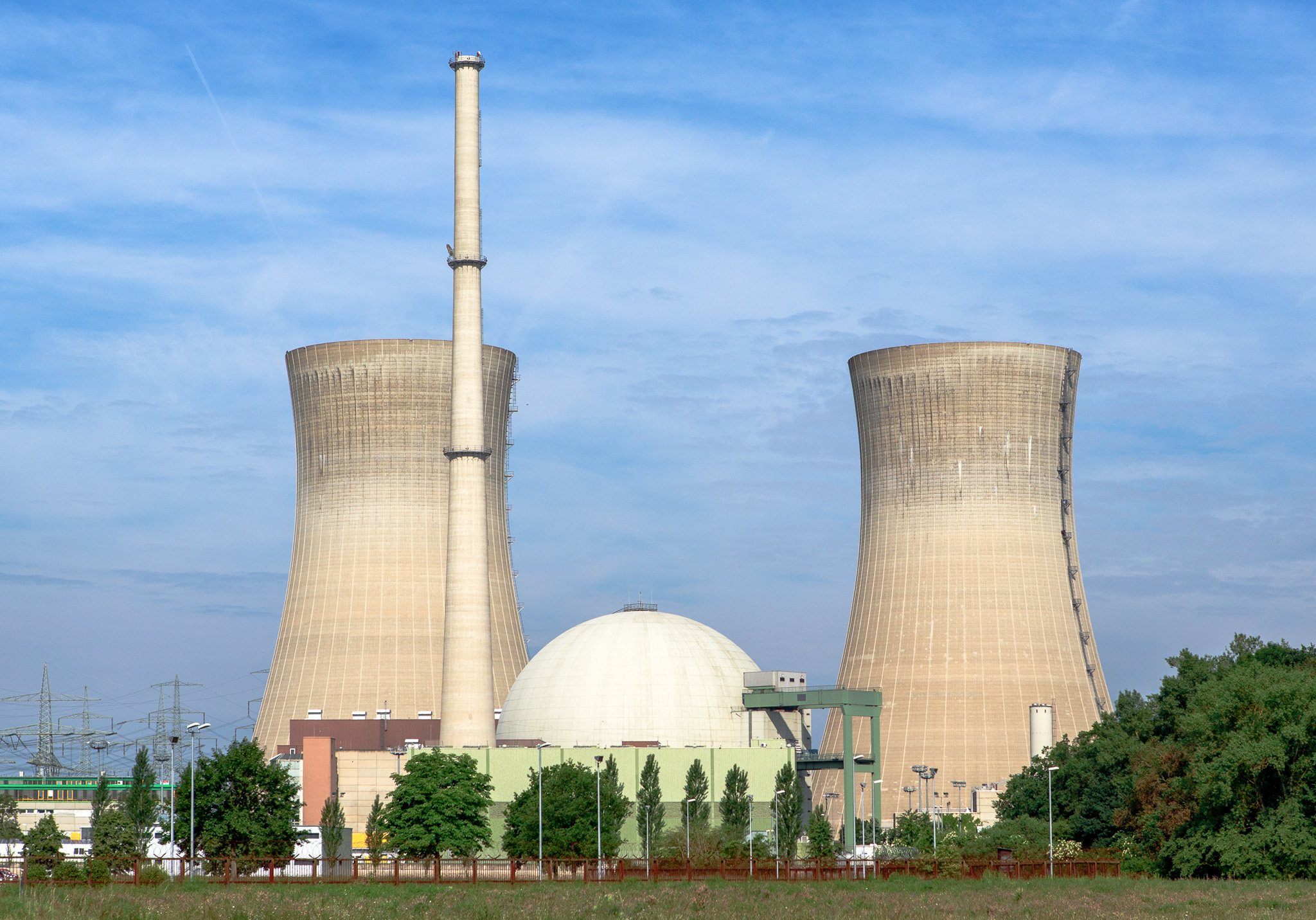
Das Kernkraftwerk Grafenrheinfeld, zwischen den Kühltürmen die Betonkuppel mit dem Kernreaktor

Kernkraftwerke wandeln die Energie aus Kernspaltung in Wärmeenergie und diese in elektrische Energie um. Kernkraftwerke führen gesteuerte Kettenreaktionen von Kernspaltungen in Kernreaktoren durch. Mit der bei diesem Prozess freiwerdenden Hitze wird Wasserdampf produziert, der auf Turbinen geleitet wird, die Generatoren antreiben und dabei elektrischen Strom produzieren. Weiterhin sind im militärischen Bereich einige Flugzeugträger, Atom-U-Boote und wenige Atomkreuzer mit Kernenergieantrieb ausgestattet; im zivilen Bereich hat sich dieser Antrieb lediglich für Atomeisbrecher durchgesetzt (siehe auch: Liste ziviler Schiffe mit Nuklearantrieb).

### Sicherheit
Die Sicherheit von Kernkraftwerken spielt eine immer größer gewordene Rolle, besonders infolge der Reaktorunfälle von Tschernobyl und Fukushima, bei denen die Kettenreaktion bzw. die Nachwärmeproduktion außer Kontrolle gerieten. Die immer schärferen Sicherheitsvorschriften führten zu vielen zusätzlichen Sicherheitsmaßnahmen, und damit auch zu erhöhten Betriebskosten. Letztendlich zählt die Kernspaltung jedoch zu den sichersten Energieträgern bezüglich Todesfällen in der Vergangenheit. Mit 0,07 Toden pro erzeugter TWh Strom (Tode/TWh) bewegt sie sich in der gleichen Größenordnung wie Wind- und Solarstromerzeugung. Zum Vergleich: Die Zahlen der verursachten Tode/TWh für Stromerzeugung aus Erd- (2,8 Tode/TWh) und Biogas (4,6 Tode/TWh) sind 2 Größenordnungen höher. Die für Kohle (24,6 Tode/TWh) und Öl (18,4 Tode/TWh) eine weitere Größenordnung.
Wie alle Arten der Energieerzeugung wird auch die Kernenergie zunehmend von der globalen Erwärmung beeinträchtigt. Ereignisse wie Hitze, Stürme und Dürren stellen eine wachsende Bedrohung dar. Höhere Temperaturen beeinträchtigen die Kühlung, während Stürme, insbesondere tropische Wirbelstürme, zu Abschaltungen oder eingeschränkten Betriebsabläufen führen können. Auch ungewöhnlich große Quallenpopulationen infolge der Erwärmung des Wassers führten bereits zu verstopften Kühlansaugrohren. In einer Untersuchung von 2008 stellte die Gesellschaft für Reaktorsicherheit (GRS) fest, dass Extremwetterereignisse zu teilweisen oder vollständigen Ausfällen von Sicherheitssystemen führen können. Auf Grundlage der prognostizierten Klimaveränderungen für Mitteleuropa gelangte die GRS dennoch zu dem Schluss, dass „im Laufe der kommenden Jahrzehnte […] keine nennenswerte Zunahme der Gefährdung der deutschen Kernkraftwerke durch extreme Wetterereignisse und Witterungsbedingungen zu erwarten“ sei.
Neuartige Reaktortypen und die Aufweichung von Sicherheitsstandards zur Steigerung der Wettbewerbsfähigkeit der Kernenergie können die Risiken erhöhen und neue Unfallrisiken mit sich bringen.

### Brennstoffkreislauf

Brennstoffkreislauf mit Versorgung, Entsorgung und Wiederaufarbeitung

Der nukleare Brennstoffkreislauf umfasst mehrere Phasen, beginnend mit der Gewinnung von Uran bis hin zur Entsorgung des verbrauchten Brennstoffs. Zunächst wird Uranerz abgebaut und zu Yellowcake verarbeitet. Danach wird dieses in Uranhexafluorid umgewandelt und angereichert, um den Anteil an spaltbarem Uran-235 zu erhöhen. Mit dem angereicherten Uran werden dann Brennelemente hergestellt, die in Kernreaktoren eingesetzt werden, wo durch die Spaltung von Uran-235 Wärme zur Stromerzeugung entsteht. Nach der Nutzung im Reaktor wird der verbrauchte Brennstoff entweder wiederaufgearbeitet, um wiederverwendbare Materialien zurückzugewinnen, was als geschlossener Brennstoffkreislauf bezeichnet wird, oder direkt zwischengelagert bzw. endgelagert, was als offener Brennstoffkreislauf bezeichnet wird.

### Gewinnung und Reichweite der Brennstoffe
| Preisklasse    | gesichert | vermutet | total  | Reichweite |
| $/kg Natururan | kt        | kt       | kt     | Jahre      |
| -------------- | --------- | -------- | ------ | ---------- |
| <40            | 507       | 176      | 683    | 11         |
| 040–80         | 1.212     | 745      | 1.957  | 31         |
| 080–130        | 3.699     | 2.204    | 5.902  | 95         |
| 130–260        | 4.587     | 3.048    | 7.635  | 123        |
| gesamt:        | gesamt:   | gesamt:  | 16.178 | 261        |

2020 wurden 20 % des in der EU genutzten natürlichen Urans aus Russland importiert. Ebenfalls 20 % wurden aus der Ex-Sowjetrepublik Kasachstan importiert. Andere große Produzenten von Uran sind die Vereinigten Staaten von Amerika (wobei die USA aufgrund der relativ großen Reaktorflotte Nettoimporteur sind), Kanada, Australien und einige ehemalige französische Kolonien in Afrika.
Ähnlich wie bei den fossilen Brennstoffen sind die Vorräte an Kernbrennstoffen auf der Erde begrenzt. Die Tabelle gibt einen Überblick über die bekannten abbaubaren Uranreserven und verwendet den derzeitigen Verbrauch von knapp 62.000 tU/Jahr. Zurzeit (7/2016) liegt der Uranpreis bei etwa 60 $/kg. Da das Uran nur einen Bruchteil in der Wertschöpfungskette der Kernenergie ausmacht (lt. Info-Brief der 'Wissenschaftliche Dienste des Deutschen Bundestages' etwa 5 %) würde aber selbst eine Vervielfachung des Uranpreises die Gesamtkosten und damit den Strompreis nur gering beeinflussen. In Meerwasser ist Uran in zwar geringer Konzentration (etwa 3 Mikrogramm pro Liter = 3 ppb) aber insgesamt – aufgrund der Größe der Ozeane – hohen Mengen vorhanden. Dazu kommt, dass durch den Eintrag von uranhaltigen Flusswasser bzw. der Lösung von Uran aus der ozeanischen Erdkruste dieses Vorkommen sich in gewissen Grenzen „regeneriert“. Trotz verschiedener Versuche im Labormaßstab, die die prinzipielle Machbarkeit belegen konnten, ist jedoch die Extraktion von Uran aus Meerwasser zu gegenwärtigen Preisen nicht wirtschaftlich. Weitere unkonventionelle Uranvorkommen umfassen beispielsweise Granit, das Uran in unterschiedlichen Konzentrationen enthält; auch der Chattanooga-Schiefer in den USA weist erhebliche Urananteile auf. In Phosphaten, die durch Bergbau für die Verwendung als Düngemittel gewonnen werden, ist ebenfalls Uran enthalten, mit geschätzten Gesamtressourcen von bis zu 22 Millionen Tonnen. In den USA wurde Uran früher als Nebenprodukt der Düngemittelproduktion gewonnen. Nach dem Ende des Kalten Krieges haben die USA und Russland zudem hochangereichertes Uran aus Waffenbeständen für zivile Zwecke freigegeben. S. 536 ff. Die Extraktion von Uran aus der Asche von Kohlekraftwerken ist zwar theoretisch machbar, wird aber aufgrund der zu erwartenden geringen Mengen wahrscheinlich keine wesentliche Bedeutung haben.
Eine Analyse ergab, dass die Uranpreise zwischen 2035 und 2100 um zwei Größenordnungen steigen könnten und dass es gegen Ende des Jahrhunderts zu einem Mangel kommen könnte. Eine Studie von Forschern des MIT und des WHOI aus dem Jahr 2017 kam zu dem Ergebnis, dass „bei der derzeitigen Verbrauchsrate die weltweiten konventionellen Reserven an terrestrischem Uran (etwa 7,6 Millionen Tonnen) in etwas mehr als einem Jahrhundert erschöpft sein könnten“. Der begrenzte Vorrat an Uran-235 kann bei der derzeitigen Kerntechnik wesentliche Expansionszenarien verhindern. Gleichzeitig werden verschiedene Möglichkeiten zur Verringerung der Abhängigkeit von solchen Ressourcen erforscht, wobei davon ausgegangen wird, dass neue Nukleartechnologien nicht rechtzeitig zur Verfügung stehen, um beim Klimaschutz eine signifikante (oder vorteilhafte) Rolle spielen zu können oder mit den Alternativen der erneuerbaren Energien konkurrieren zu können, teurer sind als diese und kostspielige Forschung und Entwicklung erfordern. Eine Studie schlussfolgert, dass es ungewiss ist, ob die identifizierten Ressourcen schnell genug erschlossen werden, um eine ununterbrochene Brennstoffversorgung für neue Kernkraftwerke zu gewährleisten. Verschiedene Formen des Bergbaus können durch ökologische Hindernisse, Kosten und Flächenbedarf beeinträchtigt werden. Forscher berichten auch von erheblichen Importabhängigkeiten der Kernenergie.
Thorium ist in der Erdkruste etwa dreimal häufiger vorhanden als Uran. Von verschiedener Seite wird die Nutzung von Thorium (Th232) als Kernbrennstoff vorgeschlagen. Allerdings ist Thorium nicht spaltbar, es muss zunächst in einem Brutvorgang in spaltbares U233 umgewandelt werden. Die Gewinnung von Thorium ist teuer, was sich ändern könnte, wenn es eine höhere Nachfrage nach Thorium gäbe. Zudem sind Forschung und Entwicklung von entsprechenden Reaktoren kostenintensiv, da es vergleichsweise wenig Erfahrung auf diesem Gebiet gibt. Der Brennstoff erfordert darüber hinaus aufwendigere Herstellungsprozesse, da bei Thorium stark gamma-strahlende Zerfallsprodukte entstehen. Außerdem ist die Wiederaufbereitung von verbrauchtem Thorium-Brennstoff schwierig.

### Unrananreicherung
Das Erz wird nach dem Abbau gemahlen und das Uran chemisch – üblicherweise als Triuranoctoxid (U3O8) – extrahiert. Anschließend wird das U3O8 in gasförmiges Uranhexafluorid (UF6) umgewandelt. Während in Schwerwasserreaktoren und in Brutreaktoren Uran mit der natürlichen Isotopenverteilung von 99,3 % 238U zu 0,7 % 235U verwendet werden kann, benötigen die weitverbreiteten Leichtwasserreaktoren angereichertes Uran mit einem Anteil von bis zu etwa 6 % 235U. Die Anreicherung von 235U erfolgt üblicherweise mittels Gasdiffusion oder Ultrazentrifugen von Uranhexafluorid. Das an U-235 angereicherte Uran wird dann als Urandioxid, eventuell zusammen mit Plutoniumdioxid als Mischoxid, zu Brennstäben verarbeitet. Mehrere Brennstäbe werden dann zu Brennelementen zusammengefasst.

### Zwischenlagerung
Bei der Kernspaltung entstehen viele verschiedene radioaktive Isotope, daher strahlen verbrauchte Brennelemente stark; ihr Material darf nicht in die Umwelt gelangen. Direkt nach dem Einsatz ist die Strahlung so stark, dass eine weitere Verarbeitung nicht möglich ist. Die Brennelemente werden aus diesem Grund für einige Monate oder Jahre im Zwischenlager des Kernkraftwerks in einem Abklingbecken gelagert, nach dieser Zeit sind kurzlebige Isotope weitgehend zerfallen. Es verbleiben jedoch langlebige Isotope, wodurch die Brennelemente weiterhin hoch radioaktiv sind und auch laufend Wärme produzieren. Ein Teil dieser Isotope ist spaltbar und lässt sich nach chemischer Abtrennung im Prinzip als Kernbrennstoff verwenden. Der Rest muss gelagert werden, bis er durch radioaktiven Zerfall unschädlich geworden ist.
Für den Abtransport und die Lagerung der Brennelemente außerhalb des Abklingbeckens verwendet man spezielle Transportbehälter, beispielsweise Castor-Behälter. Abgebrannte, nicht wiederaufgearbeitete Brennelemente und radioaktiver Abfall aus Wiederaufarbeitungsanlagen werden in Lagerungsbehältern in Zwischenlagern so lange gelagert, bis die Wärmeentwicklung so weit abgeklungen ist, dass eine Endlagerung möglich ist. Dies dauert einige Jahrzehnte.

### Wiederaufarbeitung
Unter der Wiederaufarbeitung von Kernbrennstoffen versteht man ein technisches Verfahren, bei dem spaltbares Material aus abgebrannten Brennelementen zurückgewonnen wird, während nicht wiederverwertbare Bestandteile entfernt werden. Dieses Verfahren ist ein zentraler Bestandteil des nuklearen Brennstoffkreislaufs und dient der Rückgewinnung von spaltbarem Material für neue Brennelemente oder der Herstellung von waffenfähigem Plutonium. Die zivile Nutzung der Wiederaufarbeitung dient der wirtschaftlichen Nutzung von Ressourcen und der Reduzierung von Abfallmengen. Durch die Wiederaufarbeitung können bis zu 30 % des natürlich vorkommenden Urans eingespart werden. Technisch gliedert sich der Prozess in mehrere Schritte, darunter die Zerkleinerung der Brennelemente, Auflösung des Brennstoffs und die Extraktion von Uran und Plutonium. Die erzeugten Abfälle werden behandelt und verglast, während der zurückgewonnene Brennstoff als Mischoxid-Brennelement in Reaktoren verwendet wird. Weltweit verarbeiten Stand 2013 über 10 größere Wiederaufarbeitungsanlagen etwa 4.000 bis 5.000 Tonnen Schwermetall pro Jahr. Die erste kommerzielle Anlage in West Valley, USA, hatte einen Durchsatz von 40 kg pro Tag, während moderne Anlagen mehr als 5 Tonnen pro Tag verarbeiten können. Bedeutende Anlagen in Europa sind Sellafield in Großbritannien und La Hague in Frankreich, die seit 1951 bzw. 1966 in Betrieb. S. 552 ff.
In Deutschland war eine Wiederaufarbeitungsanlage in Wackersdorf in Bau, wurde aber aus finanziellen Gründen und aufgrund des starken Widerstands aus der Bevölkerung nicht fertiggestellt.
Die Nachteile der Wiederaufarbeitung sind, dass sie kostspielig ist, die Abfallmenge nur minimal verringert und das Risiko erhöht, dass das in den abgebrannten Brennelementen enthaltene Plutonium zur Herstellung von Kernwaffen genutzt werden kann.
Eine Möglichkeit zur Umwandlung langlebiger radioaktiver Abfälle besteht in der Transmutation dieser Abfälle in Isotope, die entweder stabil sind oder deren Radioaktivität in wenigen hundert Jahren auf ein unschädliches Maß abgeklungen ist. Diese Anlagen sind zurzeit in der Forschung und Entwicklung und werden auf europäischer Ebene durch das Eurotrans-Projekt gefördert. Technisch bestehen diese Anlagen aus einem Protonenbeschleunigersystem und einem Target, in dem schnelle Neutronen erzeugt werden. Einige der problematischen Isotope können durch den Beschuss mit schnellen Neutronen in unproblematischere Isotope umgewandelt werden. Allerdings erfordert die Transmutation mehrfache, komplexe Wiederaufarbeitung. Die erste Versuchsanlage soll 2020 im Rahmen des Myrrha-Projekts in Belgien entstehen.

### Endlagerung
Der radioaktive Abfall eines Kernkraftwerks strahlt auch nach Jahrzehnten noch stark. Hochradioaktiver Abfall (High Active Waste) ist erst nach einigen Tausend bis einigen Hunderttausend Jahren (je nachdem, was man als ungefährlich einstuft) ausreichend abgeklungen. Zudem sind einige darin enthaltene Elemente auch chemisch sehr giftig. Deshalb muss radioaktiver Abfall in einem Endlager so gelagert werden, dass er von der Biosphäre dauerhaft ferngehalten wird. Hochradioaktiver Abfall muss zuvor soweit abgeklungen sein, dass die Zerfallswärme nicht mehr zur Schwächung des Aufbewahrungsbehälters (z. B. durch Korrosion) führen kann. Dies erfolgt in Zwischenlagern, die als Trocken- oder Nasslager ausgeführt werden können. In Deutschland ist die Trockenlagerung üblich, die stählernen Aufbewahrungsbehälter – zum Beispiel Castoren – werden stehend gelagert und haben Kühlrippen.
Die Entsorgung und das Management der großen Vielfalt an radioaktiven Abfällen, von denen es 2018 mehr als eine Viertelmillion Tonnen gibt, können weltweit verteilt über Hunderttausende von Jahren hinweg–möglicherweise über eine Million Jahre– oder innerhalb dieser Zeitspannen Schäden und Kosten verursachen. Mögliche Probleme umfassen etwa Lecks, ungewünschte Rückholung (z. B. durch Dritte), Anfälligkeit für Angriffe (einschließlich entsprechender Wiederaufbereitungs- und Kernkraftanlagen), Grundwasserkontamination, Strahlung und Lecks an die Oberfläche, Soleleckagen oder bakterielle Korrosion.
2015 erteilte die finnische Regierung die Baugenehmigung für das weltweit erste Endlager für hochradioaktiven Abfall, das Endlager Onkalo in Olkiluoto, mit der Einlagerung sollte 2020 begonnen werden. Im Jahr 2021 wurde ein Betriebsbeginn Mitte der 2020er Jahre prognostiziert.
Die Endlagersuche in Deutschland nimmt mehr Zeit in Anspruch als zunächst angenommen. Laut der Bundesgesellschaft für Endlagerung (BGE) könnte die Entscheidung für einen Standort erst zwischen 2046 und 2068 fallen, statt wie ursprünglich geplant 2031.

### Rückbau eines Kernkraftwerks
Am Ende der Laufzeit eines Kernkraftwerks nach etwa 40–60 Jahren erfolgen die Stilllegung und der Rückbau. So sollen laut World Nuclear Association von 2022 bis 2040 etwa 123 Reaktoren altersbedingt stillgelegt werden. Die Kosten für den Rückbau eines Kraftwerks betragen je nach Reaktortyp 0,5 bis eine Milliarde Euro, was etwa der verkauften Strommenge eines Jahres entspricht. Der Aufwand ist höher als bei anderen Kraftwerkstypen, weil 1–3 % der Bauteile (hauptsächlich der Reaktordruckbehälter) radioaktiv sind, getrennt und entsprechend ihrer Halbwertszeit gelagert werden müssen.

## Wirtschaftlichkeit

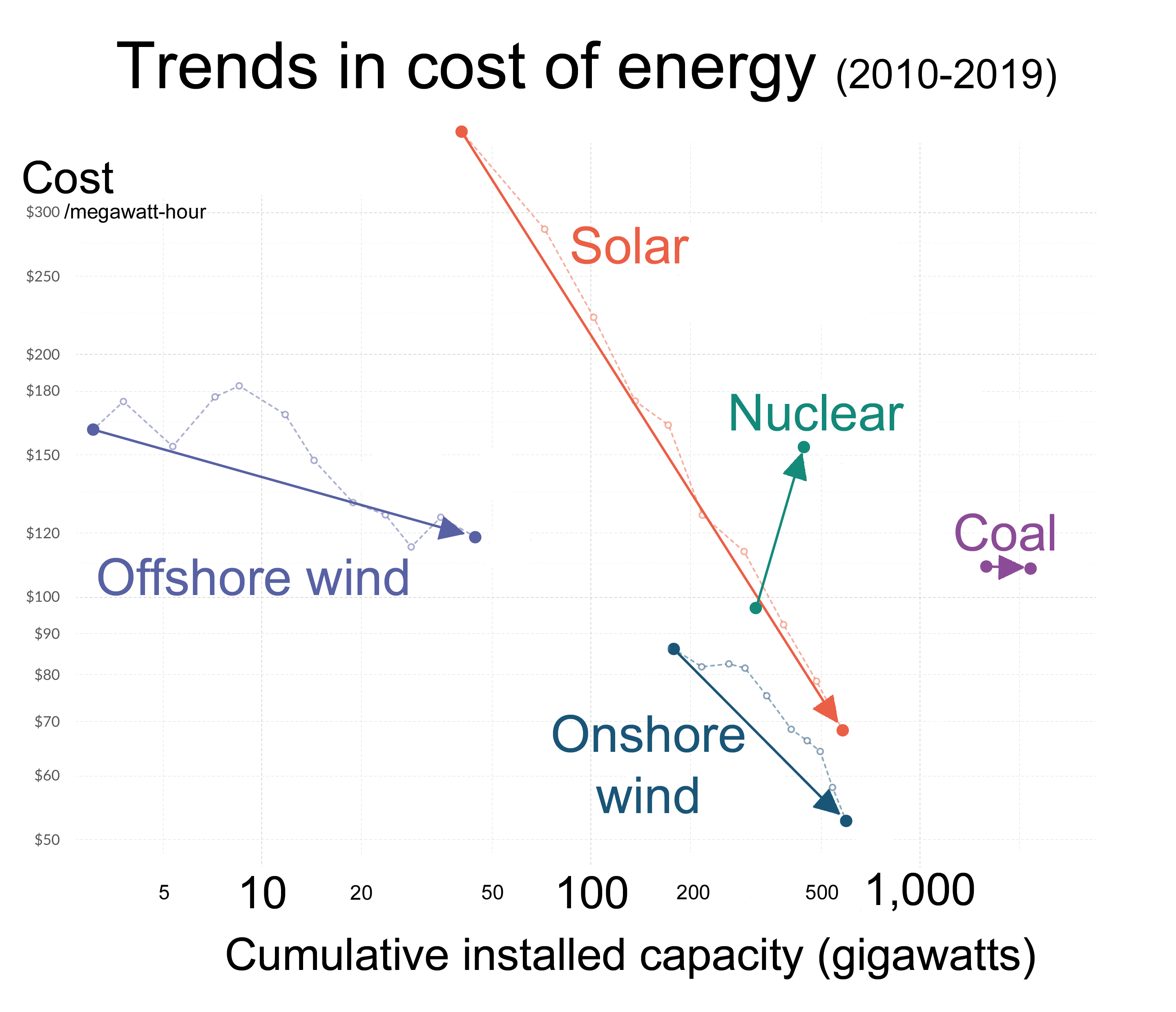
Der Preis für neue Kernenergie wurde im Laufe der Jahre teurer, während er für erneuerbare Energien billiger wurde.

Ergebnisse einer Analyse von Lazard über Stromgestehungskosten (LCOE) von Kernkraft und anderen Energiequellen.

Die Wirtschaftlichkeit der Kernspaltungsenergie ist sowohl im fachlichen wie auch im öffentlichen Diskurs umstritten. Während abgeschriebene Kernkraftwerke als günstig gelten, ist die Wirtschaftlichkeit neu gebauter Anlagen fraglich, weshalb diesbezügliche Kostenangaben mit großer Unsicherheit behaftet sind. Nach Konstantin betragen beispielsweise die Produktionskosten eines vollständig abgeschriebenen Kernkraftwerks der 1,3-GW-Klasse 2,18 Cent pro Kilowattstunde, während in einer Studie des Öko-Instituts, das aus der Anti-Atomkraft-Bewegung hervorgegangen ist, von Betriebskosten in Höhe von 1,7 Cent pro Kilowattstunde ausgegangen wird. Bei neugebauten Kernkraftwerken in Deutschland werden laut dem Bundesministerium für Wirtschaft und Klimaschutz Gestehungskosten zwischen 14 und 19 Cent pro Kilowattstunde erwartet. Das Forum Ökologisch-Soziale Marktwirtschaft gibt in einer Studie für Greenpeace Energy an, dass die gesamtgesellschaftlichen Kosten in Deutschland im Jahr 2021 zwischen 26 und 38 Cent pro Kilowattstunde lagen.
Allerdings geraten auch abgeschriebene Kernkraftwerke in Märkten, in denen die Strompreise infolge aktueller wirtschaftlicher Entwicklungen wie des Schiefergasbooms in den USA sowie des Ausbaus von erneuerbaren Energien in vielen Staaten der Welt gefallen sind, wirtschaftlich unter Druck. In den USA wurden deshalb in den letzten Jahren mehrere Kernkraftwerke lange vor ihrem genehmigten Laufzeitende außer Betrieb genommen. In Deutschland und der Schweiz legen die durch den Kernenergieausstieg veranlassten Sonderabschreibungen und Wertberichtigungen in Milliardenhöhe und resultierende Unternehmensverluste vorher profitabler Unternehmen ebenfalls in Milliardenhöhe nahe, dass von den stillgelegten Kernkraftwerken bei Weiterbetrieb hohe Ergebnisbeträge erwartet wurden.
Bei Neubauten sorgen neben eventuellen steigenden Investitionskosten insbesondere die ebenfalls zu berücksichtigenden wirtschaftlichen Risiken sowie externe Kosten für große Unsicherheit. Diese sind nur bedingt abschätzbar, beeinflussen die Wirtschaftlichkeit aber erheblich. Zudem ergeben sich aufgrund der hohen Investitionskosten sehr lange Refinanzierungszeiträume von über 30 Jahren nach Inbetriebnahme (zuzüglich Planungs- und Bauzeit), in denen die Betreiber gerade in liberalisierten Märkten mit den dort herrschenden schwer prognostizierbaren Erlösen einem hohen Investitionsrisiko unterliegen. Schon 2009 kam eine Studie der Citibank zu dem Schluss, dass die wirtschaftlichen Risiken für den Bau neuer Kernkraftwerke im Vereinigten Königreich für private Investoren ohne staatliche Unterstützung unannehmbar hoch seien. In einigen Staaten werden deshalb geplante Kraftwerksprojekte aufgeschoben oder aufgehoben, während in anderen Staaten wie beispielsweise den USA oder Großbritannien Subventionen gewährt werden, um den Bau von Kraftwerken wirtschaftlich zu machen.
Zu häufig übersehenen Kosten gehören, neben Müllmanagement und Kosten bei Unfällen, die Kosten für die laufende Forschung und Entwicklung, die teure Wiederaufbereitung in den Fällen, in denen eine solche trotz des Aufwands praktiziert wird und die Stilllegung.

### Stromgestehungskosten und Wettbewerbsfähigkeit
Die Stromgestehungskosten ergeben sich bei der Kernenergienutzung vor allem aus den verglichen mit anderen Kraftwerken hohen Kosten für ihren Bau sowie den Finanzierungsbedingungen am Kapitalmarkt. Bei neuen Reaktoren des Typs EPR wird der Anteil der Investitionskosten an den Stromgestehungskosten auf etwa 65 % geschätzt, während Brennstoffkosten nur etwa 12 % ausmachen. Kernkraftwerke sind daher teuer im Bau, günstig zu betreiben und teuer im Rückbau.
Konstantin schätzte 2009 die spezifischen Investitionskosten für Kernkraftwerke als mehr als doppelt so hoch ein wie die großer Braunkohlekraftwerke.
Bis 2014 sind die Investitionskosten der in Bau befindlichen EPR gegenüber den ursprünglichen Planungen deutlich angestiegen: Sowohl beim Reaktor Olkiluoto 3 in Finnland als auch beim französischen Flamanville-3 kam es zu massiven Überschreitungen der ursprünglich geplanten Baukosten sowie zu Verzögerungen im Bauablauf von bis zu über 9 Jahren. Wurden ursprünglich Baukosten von 3 bzw. 3,3 Mrd. Euro angestrebt, lagen diese mit Stand 2012 bei jeweils 8,5 Mrd., wodurch sich Investitionskosten von etwa 5300 Euro/kW ergeben. Für zwei weitere Kernkraftwerksblöcke dieses Typs in Großbritannien wird mit einer Investitionssumme von zusammen umgerechnet knapp 19 Mrd. Euro kalkuliert, was bei einer kombinierten Nennleistung von 3200 MW einer Investitionssumme von knapp 6000 Euro pro kW entspricht. Um das Projekt dennoch wirtschaftlich zu machen, wird eine auf 35 Jahre garantierte Einspeisevergütung von 92,50 Pfund/MWh (umgerechnet 11 Ct/kWh) zzgl. Inflationsausgleich berechnet. Das liegt unterhalb der Einspeisevergütung für große Photovoltaik- und Offshore-Windkraftanlagen in Großbritannien, jedoch oberhalb der von Onshore-Windkraftanlagen. Damit liegt die Einspeisevergütung doppelt so hoch wie der aktuelle Marktpreis. Zugleich bürgt der Staat zu 65 Prozent für die Baukosten.
Da weltweit unterschiedliche Reaktortypen verschiedener Hersteller mit uneinheitlichen Sicherheitsstandards errichtet werden, müssen die Kosten des EPR nicht notwendigerweise repräsentativ für alle derzeit in Bau befindlichen Kernkraftwerke sein. Bei dem in den USA in Bau befindlichen Kernkraftwerk Vogtle, bei dem zwei Reaktoren des Typs Westinghouse AP 1000 mit jeweils circa 1100 MW Leistung zum Einsatz kommen sollen, ging man Anfang 2012 zunächst von einer Investitionssumme von 14 Milliarden Dollar (10,5 Milliarden Euro) für zwei Reaktoren aus, was 4800 Euro/kW entspricht. Im Februar 2014, wenige Monate nach Baubeginn, waren die Baukosten auf 15,5 Mrd. Dollar gestiegen, die ursprünglich geplanten Fertigstellungstermine 2016 und 2017 wurden jeweils um zwei Jahre nach hinten verschoben. Die Baukosten der Blöcke 3 und 4 des slowakischen Kernkraftwerks Mochovce, in welchem der russische Typ WWER-440/213 mit einer Nennleistung von 405 MW eingesetzt wird, werden hingegen mit 3,8 Mrd. Euro angegeben, was einer Investitionssumme von etwa 4700 Euro/kW entspricht. In Staaten mit niedrigerer Kaufkraft können die Werte niedriger liegen. So soll z. B. in China der Bau von acht AP1000 zusammen 24 Mrd. US-Dollar kosten, d. h. circa 2000 Euro/kW bei einem Wechselkurs von 1,35 zu 1.
Infolge dieser Preissteigerungen bei diversen Kraftwerksprojekten wird die betriebswirtschaftliche Rentabilität der Kernenergie daher bereits seit einigen Jahren insbesondere in liberalisierten Märkten infrage gestellt und mehrere Kraftwerksprojekte beendet. Der Neubau von Kernkraftwerken beschränkt sich aktuell daher weitestgehend auf Staaten, in denen staatliche Betreiber das Risiko der Projekte tragen. Nach Neles und Pistner werden aktuell neue Kernkraftwerke nur dort realisiert, in denen bestimmte Bedingungen erfüllt sind. Diese sind:
- die Zahlung staatlicher Gelder wie beispielsweise in den USA
- ein Strommarkt, der nicht wettbewerblich organisiert ist, wie z. B. in Russland oder China
- wo Interesse am Bau eines Prototyps besteht, dessen finanzielles Risiko nicht beim Betreiber, sondern beim Hersteller liegt, wie z. B. in Finnland[141]

Frank Uekötter verwies im Jahr 2012 darauf, dass ein weiterer Zubau der Kernenergie vor allem in autoritär geführten Staaten stattfinde, wo die Gesetze des Marktes nicht zum Tragen kommen und zudem die Mitbestimmung der Bevölkerung gering ist.
Die relative Wettbewerbsfähigkeit der Kernenergie ist schwer zu bestimmen, da kaum valide Vergleichsdaten vorliegen und auch historische Daten kein klares Bild vermitteln. Dazu kommt, dass die Kernenergie weltweit in allen Nutzerländern von staatlicher Seite sehr umfangreich gefördert wurde, diese Subventionen flossen auf verschiedenen Wegen und waren teilweise in technischen Details versteckt, wobei nach Uekötter insbesondere die Vermischung mit der militärischen Nutzung der Kernenergie wichtig war. Es sei jedoch sicher, dass die Kernenergienutzung ohne die massiven staatlichen Hilfen „keine Chance“ gehabt habe.
Herrschte in den 1950ern und 1960er Jahren in bestimmten Kreisen eine wahre Atomeuphorie, so kippte diese Stimmung in den 1970er Jahren, als sich zeigte, dass die Wirtschaftlichkeit der realisierten Kernkraftwerke deutlich schlechter war als man bis dahin geglaubt hatte. In Europa ging deshalb nach einem Boom in den 1960er und 1970er Jahren der Bau von Kernkraftwerken zurück und ebbte anschließend in den frühen 1980er Jahren gänzlich ab. Ursächlich für diesen praktisch europaweiten Baustopp waren nach Uekötter maßgeblich ökonomische Erwägungen, während die Nuklearkatastrophe von Tschernobyl kaum einen Einfluss auf die Nuklearprogramme der Staaten hatte, zu diesem Zeitpunkt waren die weiteren Ausbaupläne bereits gestoppt.
Laut Uekötter sind infolge der Nuklearkatastrophe von Fukushima zudem durch erhöhte Sicherheitsmaßnahmen höhere Gestehungskosten zu erwarten.
Nach Hans-Joachim Braun war beispielsweise Anfang der 1980er Jahre, als weltweit mit 326 GW bereits der Großteil der heute installierten Leistung aus Kernkraftwerken ans Netz angeschlossen war, die Stromproduktion mit Kernkraftwerken in Deutschland weiterhin teurer als die Stromproduktion mittels Kohlekraftwerken. In Westeuropa und Kanada boten Kernkraftwerke nach den französischen Autoren Debeir/Deléage/Hémery Mitte der 1980er Jahre einen Kostenvorteil gegenüber Kohlekraftwerken, während in den USA die Konkurrenzfähigkeit erreicht war, jedoch sich die Kohlestromerzeugung gegenüber der Kernenergie weiter verbilligte. Großer Einfluss wurde hierbei einerseits der Entwicklung der fossilen Brennstoffpreise zugeschrieben, während die Autoren andererseits betonten, dass sich bereits in den 1970er Jahren die Bauzeiten amerikanischer Kernkraftwerke von sechs auf zehn Jahre verlängerten und parallel dazu die Baukosten der Kernkraftwerke immer weiter anstiegen. Letztendlich sei „der Atomstrom auch nach dreißig Jahren wirtschaftlich und finanziell noch nicht wirklich rentabel“.
Ausweislich einer Analyse der Hertie School of Governance zu Großprojekten in Deutschland fielen beim Bau von Offshore-Windparks deutlich weniger Mehrkosten an als bei den historisch errichteten Atomkraftwerken. Fallstudien zum Bau von acht Offshore-Windparks und sechs Atomkraftwerken zeigten, dass bei Windparks trotz erheblicher Planungsrisiken deutliche Lerneffekte zu verzeichnen waren; in der Folge waren die Mehrkosten der Offshore-Windparks um 20 % höher als ursprünglich veranschlagt, bei den Atomkraftwerken jedoch dreimal höher. Lerneffekte konnten dabei im Fall der Atomkraftwerke nicht festgestellt werden.
Zu den Faktoren, die die Wirtschaftlichkeit von Kernkraftwerken verbessern können, gehören ein nicht verzerrter Markt ohne bevorzugte Behandlung anderer Technologien, die Standardisierung von Kraftwerken, eine langfristige und stabile Energiepolitik, effiziente Genehmigungsprozesse, die Vermeidung von Standorten mit hohem Risiko von Naturgefahren, sowie die Einbeziehung externer Kosten wie Luftverschmutzung, CO2-Emissionen und Abfallentsorgung in die Bewertung der Wirtschaftlichkeit aller Energieerzeugungstechnologien auf der Grundlage gemeinsamer Standards.

### Volkswirtschaftliches Schadensrisiko und Haftpflichtversicherung
Die Schäden eines Unfalls mit erheblicher Freisetzung von Radioaktivität bezifferte eine Studie der Prognos AG 1992 mit 5 bis 12 Billionen DM (2,6 bis 6,1 Billionen €), entsprechend dem drei- bis vierfachen des damaligen jährlichen deutschen Bruttosozialproduktes.
Da ein solcher Unfall in Deutschland nach dieser Studie nur einmal in rund 1700 Jahren zu erwarten sei, beträgt der „Schadenserwartungswert“ demnach 6,4 Milliarden Mark (3,3 Mrd. €) pro Jahr, oder 4,3 Pfennig (2 Cent) je Kilowattstunde Atomstrom. Eine im Jahr 2012 erstellte Studie des Max-Planck-Instituts für Chemie schätze das Risiko eines Super-Gaus um den Faktor 200 höher ein als zuvor angenommen.
Die Kosten der Tschernobyl-Katastrophe belaufen sich zum Stand 2019 auf ~68 Milliarden Dollar und steigen weiterhin, die Fukushima-Katastrophe wird Steuerzahler schätzungsweise 187 Milliarden Dollar kosten und das Management radioaktiver Abfälle wird in der EU nach groben Schätzungen bis 2050 ~250 Milliarden Dollar kosten. In Ländern, die bereits Kernenergie nutzen, könnten die Kosten für die Zwischenlagerung nuklearer Abfälle jedoch bis zu einem gewissen, aber unbekannten Grad relativ fest sein, wenn man von der Wiederaufbereitung absieht, „da der größte Teil dieser Kosten auf den Betrieb des Zwischenlagers zurückzuführen ist“.
Im Falle eines nuklearen Unfalls sind in Deutschland die Folgekosten bis zu einer Höhe von 2,5 Mrd. € im Rahmen der Haftpflicht versichert. Die Summe ist im Atomgesetz festgelegt. Die Rückversicherung erfolgt über die Deutsche Kernreaktor-Versicherungsgemeinschaft (DKVG) als Atompool. Darüber hinaus haften die Betreiber mit ihrem ganzen Vermögen für weitere Kosten. Nach den Erfahrungen der Katastrophen von Tschernobyl und Fukushima gilt jedoch als sicher, dass weder die finanzielle Absicherung durch die Betreiber noch die Unterstützung durch die Öffentliche Hand ausreichen würde, um alle Schäden eines solchen Ereignisses auszugleichen. Das Handbuch Europäisches Atomrecht. Recht der Nuklearenergie. hält fest:

„Der Vorteil der Haftungsbegrenzung besteht für den Betreiber einer nuklearen Anlage darin, eine wirtschaftliche Planung vornehmen zu können. Damit soll auch gewährleistet sein, dass nukleare Aktivitäten stattfinden. Es ist allen Fachleuten klar, dass im Falle eines nuklearen Unfalls die Haftungsbegrenzungen nicht ausreichen, und die einzelnen Staaten öffentliche Gelder dazu verwenden müssen, um die entstandenen Schäden zu ersetzen.“

Eine französische Regierungsstudie, die vom französischen Institut für Strahlenschutz und nukleare Sicherheit (IRSN) erstellt wurde, veranschlagt die volkswirtschaftlichen Schäden eines Unfalls vom Ausmaß der Nuklearkatastrophe von Fukushima in Frankreich auf bis zu 430 Mrd. €, was etwa einem Viertel der jährlichen Wirtschaftsleistung des Landes entspricht. Die Wahrscheinlichkeit für einen solchen Vorfall wird von den Autoren der Studie als „extrem gering“ eingeschätzt.
Bei privaten Versicherungen der Bürger (Hausratversicherung, Gebäudeversicherung) werden Risiken aus Kernenergie generell ausgeschlossen.

### Strompreis in Deutschland
Laut einer Studie des ISE, die von der Bundestagsfraktion von Bündnis 90/Die Grünen in Auftrag gegeben wurde, sind Kernkraftwerke in Zeiten negativer Börsenstrompreise zwischen 49 % und 96 % der installierten Leistung gefahren worden, und damit höher als Gas- und Kohlekraftwerke, während im selben Zeitraum überdurchschnittlich viel Solarenergie ins Netz eingespeist wurde. Die Studie kommt daher zu dem Schluss, dass bei Kernkraftwerken eine feinstufige, dem Bedarf angepasste Abregelung anhand der untersuchten Daten nicht festzustellen ist.
Eine Laufzeitverlängerung deutscher Kernkraftwerke würde nach Darstellung des Bundesverbands der Verbraucherzentralen (vzbv) den Strompreis für den Privatverbraucher leicht senken. Für einen Durchschnittshaushalt würde die monatliche Stromrechnung durch weiteren Bezug von Strom aus Kernenergie im Schnitt um 50 Cent pro Monat abnehmen.

## Staatliche Regulierung

### Rechtsgrundlagen

Flagge der IAEO

Die Internationale Atomenergieorganisation (IAEO) soll die internationale Zusammenarbeit auf dem Gebiet der friedlichen Nutzung der Kernenergie und der Anwendung radioaktiver Stoffe fördern und gleichzeitig den Missbrauch dieser Technologie (insbesondere die Proliferation von Kernwaffen) durch Überwachungsmaßnahmen verhindern. Diverse internationale Verträge wie der Atomwaffensperrvertrag und das Atomhaftungsübereinkommen geben entsprechende Richtlinien vor.
In Deutschland ist die Rechtsgrundlage der zivilen Verwendung der Kernenergie das deutsche Atomgesetz (Gesetz über die friedliche Verwendung der Kernenergie und den Schutz gegen ihre Gefahren).
In der Schweiz war bis 2005 das schweizerische Atomgesetz (Bundesgesetz über die friedliche Verwendung der Atomenergie) Rechtsgrundlage, seither ist es das Kernenergiegesetz.
In Österreich dagegen gibt das Bundesverfassungsgesetz für ein atomfreies Österreich dem Verbot der kommerziellen Nutzung von Kernreaktoren nach einem nationalen Referendum seit 1999 Verfassungsrang.
Weitere Verordnungen, wie die Atomrechtliche Deckungsvorsorge-Verordnung (AtDeckV), setzen internationale Richtlinien in Deutschland um. Die Verordnung verpflichtet Betreiber von deutschen Kernkraftwerken zum Abschluss einer Deckungsvorsorge für den Fall eines nuklearen Unfalls (siehe Volkswirtschaftliches Schadensrisiko und Haftpflichtversicherung).

### Subventionen und andere Förderungen
Die Begriffe Kosten und Subventionen haben verschiedene Bedeutungen und ihre Berechnungsmethoden sind umstritten. Werte dafür können sich je nach Studie stark unterscheiden. Beispielsweise berücksichtigen einige Kostenanalysen von Kernenergie externe Kosten, andere nicht. Die Datenlage ist insgesamt lückenhaft; dies betrifft auch die Stromgestehungskosten. Die Subventionen für Kernkraft sind oft weniger direkt und offensichtlich als die für erneuerbare Energien oder fossile Brennstoffe, was die Debatte über Energiesubventionen erschwert. Robuste Schätzungen der Subventionen für bestehende und neue Kernkraftwerke weltweit sind nicht verfügbar. Die Hochrechnung der geschätzten Subventionen für bestehende Kernkraftkapazitäten in den USA auf die weltweite Nuklearproduktion im Jahr 2017 liegt laut der Internationalen Organisation für erneuerbare Energien zwischen rund 21 Milliarden und 165 Milliarden US-Dollar. Im gleichen Jahr wurden fossile Brennstoffe mit schätzungsweise 447 Milliarden US-Dollar direkt subventioniert, erneuerbare Energien mit 128 Milliarden und Biokraftstoffe mit 38 Milliarden. In Deutschland wurden hohe staatliche Förderungen vor allem für die Markteinführung der Kernenergie im Bereich Forschung und Entwicklung aufgewendet.

#### Europäische Union
Seit der Gründung der Europäischen Atomgemeinschaft 1957 wird die Kernenergie politisch und wirtschaftlich gefördert. Nach Angaben des Informationsdienst dpa Insight EU wird die Subvention der Kernenergie in den EU-Staaten einem internen Bericht der EU-Kommission zufolge im Jahr 2011 auf 35 Mrd. Euro geschätzt, verschiedenen Medien greifen diese Zahl auf. Demnach lagen die Subventionen der Kernenergie höher als die Subventionen für erneuerbare Energien (30 Mrd.) und für fossile Energien (26 Mrd.); für Effizienzmaßnahmen wurden 15 Mrd. ausgegeben.
Da um das Jahr 2012 kaum Unternehmen bereit waren, die sehr hohen Investitionskosten beim Bau von Kernkraftwerken zu tragen, forderten laut Süddeutscher Zeitung Großbritannien, Frankreich, Polen und Tschechien Subventionen für die Stromerzeugung mittels Kernenergie. Mehrere geplante Kraftwerksprojekte waren bis dahin aus finanziellen Gründen abgesagt worden, der Bau der beiden Kernkraftwerke Flamanville 3 in Frankreich und Olkiluoto 3 hatte sich stark verteuert. Der Energiekommissar der EU, Günther Oettinger, kündigte seine Bereitschaft an, „verschiedene Optionen zu diskutieren“. Mögliche Optionen waren die Einführung von Einspeisevergütungen analog der Förderung von erneuerbaren Energien, Subventionen zum Bau neuer Kraftwerke, oder die Gleichstellung von Kernkraftwerken mit den erneuerbaren Energien als emissionsarme Technologien. Letztendlich stuft die EU-Kommission Kernenergie seit Januar 2023 als nachhaltig und klimafreundlich ein. Dementsprechend gelten die Regeln zur Förderung von Investitionen in klimafreundliche Wirtschaftsbereiche nun auch für die Kernenergie.

#### Deutschland
In Deutschland war die Kernenergie die erste Technologie, die mit umfangreichen staatlichen Fördergeldern vorangetrieben wurde, ohne dass ein konkreter Bedarf bestanden hätte. In den 50er Jahren, zu Zeiten der Atomeuphorie, galt ihre Nutzung schlichtweg als selbstverständlich. Die Initiative ging dabei zunächst von der Chemieindustrie aus, Energieunternehmen (und auch das Bundeswirtschaftsministerium) bremsten dagegen bei der Entwicklung, und wurden deswegen wiederholt von Seiten der Kernenergiebefürworter kritisiert. Als RWE Ende der 1950er Jahre seinen ersten Kernreaktor plante, geschah dies „um den Anschluss an die Technologie nicht zu verlieren“. Die zugehörige Bestellung erfolgte allerdings erst 1969 mit dem Kernkraftwerk Biblis.
Am 21. Oktober 1955 wurde Franz Josef Strauß Minister im neugegründeten Bundesministerium für Atomfragen. Ziel dieses Ministeriums war die Einführung der Kernenergie, ihre Förderung und die Schaffung der gesetzlichen
Grundlagen hierfür. 1957, ein Jahr vor Verabschiedung des Atomgesetzes, wurde von staatlicher Seite die Reaktorplanungen vorangetrieben. Entwickelt und gebaut werden sollten die Reaktoren von Konzernen, während der Staat Verlustbürgschaften und umfangreiche Investitionshilfen gewährte. Gebaut wurden letztendlich jedoch nur zwei Reaktoren, während die bisher aufgewendeten Fördergelder in Milliardenhöhe in den Aufbau von Entwicklungsabteilungen flossen.
Am 13. November 1960 ging das Kernkraftwerk Kahl als Versuchsreaktor mit 15 MW in Betrieb, mit US-amerikanischer Reaktortechnik von General Electric. In den Anfangsjahren glaubte man: „Kein AKW in Deutschland könne jemals mit einem Kohlekraftwerk konkurrenzfähig sein“. Deshalb wurde der Bau der ersten Kernreaktoren staatlich subventioniert. Insgesamt wurden in Westdeutschland mehrere Forschungsprogramme aufgelegt, die jeweils mit mehreren Mrd. Mark ausgestattet waren. Die Förderung wird in Deutschland mit rund 2000 Euro/kW installierter Leistung angegeben.

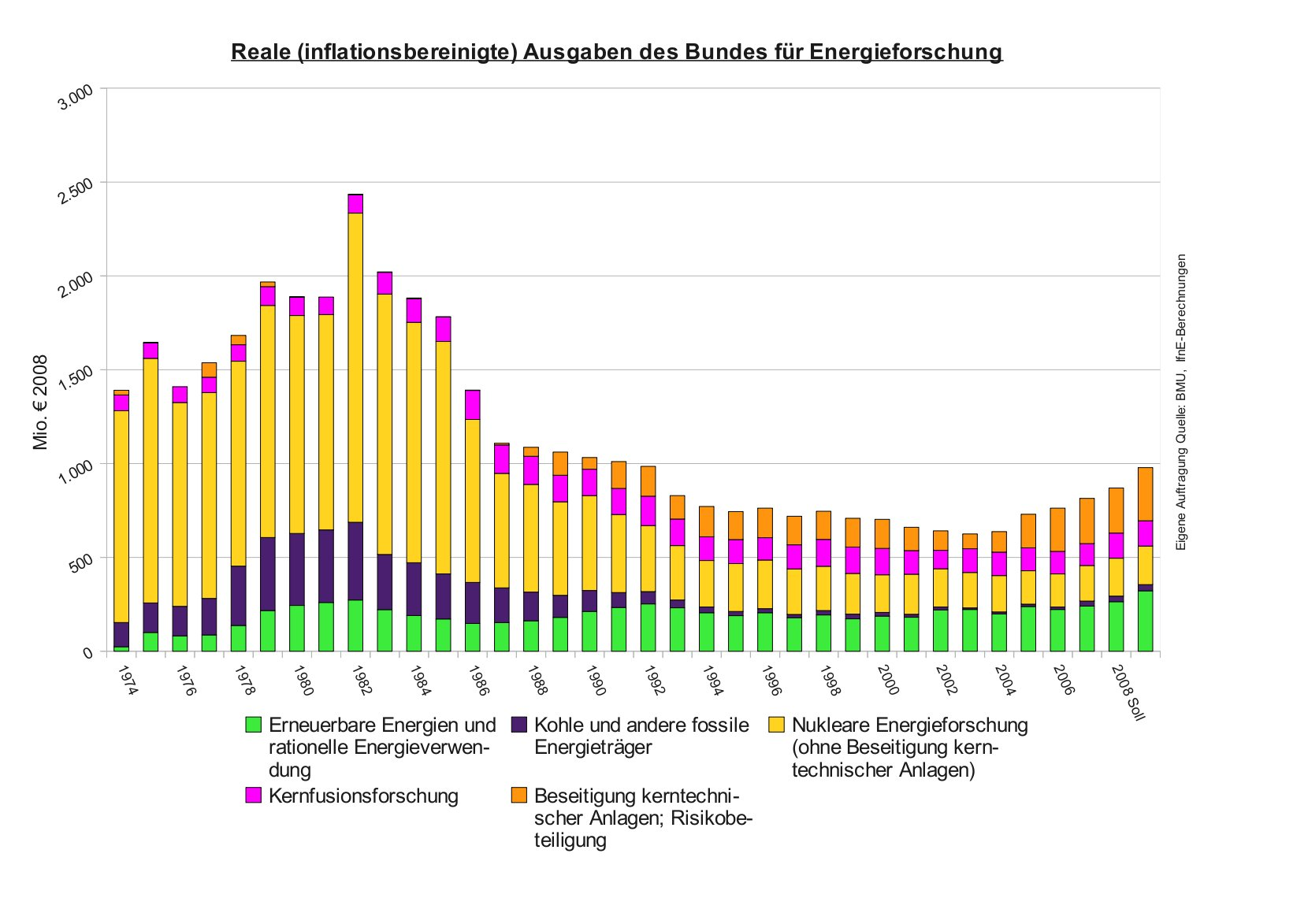
Forschungsausgaben auf Bundesebene im Bereich Energie

Das Deutsche Institut für Wirtschaftsforschung (DIW) kam in einer Studie aus dem Jahr 2007 zu dem Ergebnis, dass sich allein die deutschen Ausgaben des Bundes und der Länder für nukleare Energieforschung und -technologie von 1956 bis zum Jahr 2006 auf mindestens 50 Mrd. Euro belaufen. Nicht enthalten sind darin unter anderem öffentliche Ausgaben für die innerdeutsche Uranerzbergbausanierung (6,6 Mrd. €) und Anteile an Stilllegung/Rückbau kerntechnischer Anlagen (2,5 Mrd. €).
Addiert man diese Kosten und bezieht sie auf die bis Ende 2006 mittels Kernenergie erzeugte Strommenge von rund 4100 TWh, ergibt sich eine durchschnittliche Unterstützung von 1,5 Cent pro Kilowattstunde (ct/kWh). Betrachtet man nur die im Jahr 2006 wirksame Summe aller quantifizierten Effekte (soweit Angaben vorliegen, einschließlich vereinigungsbedingter Lasten und internationaler Projekte) zur Förderung der Kernenergie, beträgt die Geldmenge 3,7 Mrd. Euro (Währungswert von 2006). Dies entspricht einer Unterstützung (167,4 TWh Strom aus Kernenergie im Jahr 2006 in Deutschland) von 2,2 ct/kWh (Währungswert von 2006). Die Werte sind dabei als untere Grenze zu verstehen, da sich viele Kosten der Kernenergie kaum oder gar nicht konkret beziffern lassen und die Zahlen „längst noch nicht alle öffentlichen Ausgaben zugunsten der Atomenergie“ enthalten. Beispielsweise sind Schäden durch Kernenergie in keiner privaten Hausratversicherung abgedeckt, die Kosten weder für den Salzstock Gorleben noch für die Stilllegung der Schachtanlage Asse II bezifferbar. Der World Nuclear Waste Report 2019 stellt fest, dass „selbst in Ländern, in denen das Verursacherprinzip gesetzlich vorgeschrieben ist, dieses nur unvollständig angewandt wird“ und verweist etwa auf den Fall der deutschen Schachtanlage Asse II, wo die Rückholung großer Abfallmengen mit einem Kostenaufwand von geschätzten 3,7 Mrd Euro vom Steuerzahler bezahlt werden muss.
2010 erstellte das Forum Ökologisch-Soziale Marktwirtschaft im Auftrag von Greenpeace eine Studie, die eine Gesamtsumme der Fördermittel von 203,7 Milliarden Euro für den Zeitraum von 1950 bis 2010 ermittelte, was 4,3 ct/kWh entsprechen würde. Dies beinhaltet Steuervergünstigungen, die Stilllegungen von Meilern, Forschung inklusive Kernfusionsforschung, Mitgliedschaft in internationalen Organisationen wie Euratom sowie die Sanierung der Uranbergbauanlagen in der ehemaligen DDR. Bezüglich der externen Kosten sehen die Autoren eine „extreme Unterschiedlichkeit“ der in der Literatur vorliegenden Abschätzungen von 0,1 bis 270 Cent pro Kilowattstunde.
Die beiden Volkswirtschaftler Peter Hennicke und Paul J. J. Welfens sehen in der nicht ausreichenden Haftpflichtversicherung für schwere nukleare Unfälle eine versteckte Subvention der Atomstromwirtschaft, die „absurde Investitionsanreize schafft, den Wettbewerb in der Strom- bzw. Energiewirtschaft grotesk verzerrt und völlig unnötige Risiken für Milliarden Menschen befördert“. So übertreffe die „Schattensubvention“ bei Atomstrom prozentual alle anderen Sektoren der Wirtschaft. Zum gleichen Ergebnis kommen Joachim Radkau und Lothar Hahn, die im Verzicht auf eine ausreichende Haftpflichtversicherung die entscheidende Subventionierung der Kernenergie sehen, welche die Kernenergienutzung überhaupt erst ermöglichte.
Nach Berechnungen von Finanzmathematikern aus dem Jahr 2011 würde eine Haftpflichtpolice für ein Atomkraftwerk 72 Mrd. Euro jährlich kosten. Der Strompreis eines Atomkraftwerks könnte damit auf mehr als das Vierzigfache steigen. Eine Studie der KU Leuven für die Europäische Kommission schätzte im Jahr 2013 die durch nukleare Unfälle bedingten externen Kosten auf 0,03 bis 0.3 Ct/kWh, sieht aber gleichzeitig noch weiteren Forschungsbedarf. Um versteckte Subventionen zu vermeiden, schlägt der Autor vor, diese Kosten mit 0.1Ct/kWh zu internalisieren.
Für den Rückbau von Kernkraftwerken müssen die Betreiber in Deutschland (und in der Schweiz) eine Rückstellung von etwa 500 Millionen Euro je Kraftwerk bilden. Diese Rückstellungen bleiben in Deutschland über den gesamten Zeitraum steuerfrei und dürfen auch investiert werden, um zum Beispiel Unternehmensbeteiligungen zu erwerben oder am eigenen Kraftwerk eingesetzt werden. Kritiker sehen in den Rückstellungen, die mittlerweile insgesamt 36 Milliarden Euro betragen, „die Bank der Stromkonzerne“.
Eine Analyse des Handelsblatts kam 2015 zu dem Schluss, dass Atomkraft „die wahrscheinlich größte und schlechteste Investition in der Geschichte der Bundesrepublik“ war.
Die Kommission zur Überprüfung der Finanzierung des Kernenergieausstiegs (KFK) wurde 2015 von der Bundesregierung eingesetzt und empfahl, dass der Staat die Endlagerung radioaktiver Abfälle übernehmen und die Betreiber Mittel in einen öffentlich-rechtlichen Fonds einzahlen sollten. 2017 zahlten die Betreiber rund 24 Mrd. Euro in den Fonds zur Finanzierung der kerntechnischen Entsorgung (KENFO) ein, ohne eine Verpflichtung für Nachschüsse bei etwaigen Kostenerhöhungen. Die Kosten für Stilllegung, Rückbau und Verpackung des radioaktiven Abfalls sind darin nicht enthalten und bleiben bei den Unternehmen.
Im Jahr 2021 erhielten die Betreiber der Kraftwerke, Vattenfall, Eon, EnBW und RWE insgesamt etwa 2,4 Milliarden Euro als Entschädigung für den beschleunigten Atomausstieg aufgrund der Fukushima-Katastrophe.

#### Frankreich
In Frankreich erteilte Premierminister François Fillon im Mai 2011, neun Wochen nach dem Beginn der Nuklearkatastrophe von Fukushima, dem Obersten Rechnungshof in Frankreich den Auftrag, die Kosten der Kernenergie und des erzeugten Stroms zu ermitteln. Der Rechnungshof legte den Bericht am 31. Januar 2012 vor. Damit wurde erstmals versucht, alle französischen Forschungsaufwendungen auf dem Gebiet der Stromerzeugung aus Kernenergie seit 1957 zu ermitteln.
Demnach kosteten die Erforschung, Entwicklung sowie der Bau der 58 französischen Kernkraftwerke insgesamt etwa 188 Mrd. Euro (in Kaufkraft von 2010). Diese Kosten konnten durch den Verkauf der Elektrizität bislang zu etwa 75 % amortisiert werden (Zusammenfassung, S. 12 unten).
Allerdings wurden bislang für Rückbau und Atommüllzwischen- und Endlagerung bei weitem nicht die erforderlichen Summen zurückgestellt.
Der französische Industrieverband Uniden forderte im März 2014 von der französischen Regierung eine Preisbegrenzung für Atomstrom, da die Stromkosten für große industrielle Abnehmer in Deutschland bald um 35 % niedriger lägen als in Frankreich. Die Prognose erwies sich allerdings als grob falsch. In den darauffolgenden Jahren bis mindestens 2023 lag der Strompreis für große industrielle Abnehmer in Deutschland rund 70–80 % höher als in Frankreich.

#### Großbritannien
In Großbritannien wurde für das neue Kernkraftwerk Hinkley Point C eine auf 35 Jahre garantierte Einspeisevergütung in Höhe von 92,5 Pfund/MWh (ca. 11,2 Cent/kWh) plus einem jährlichen Inflationsausgleich von der Regierung zugesagt. Dies ist etwa das Doppelte des derzeitigen englischen Börsenstrompreises und liegt unterhalb der Einspeisevergütung für große Photovoltaik- und Offshore-Windkraftanlagen und oberhalb von Onshore-Windkraftanlagen. Im Oktober 2014 genehmigte die EU-Kommission die Förderzusage als vereinbar mit dem EU-Wettbewerbsrecht. Die EU-Kommission geht dabei von Baukosten von 31 Mrd. Euro aus, während Herstellerfirma und britische Regierung von nur ca. 19 Mrd. Euro sprechen.

#### Vereinigte Staaten
Die Atomic Energy Commission (AEC) wurde 1946 gegründet und war bis 1974 die zentrale Behörde für die Forschung und Entwicklung der Nutzbarmachung atomarer Energie. 1977 wurden ihre Aufgaben auf das Energieministerium der Vereinigten Staaten übertragen.
Der im August 2005 verabschiedete Energy Policy Act beinhaltete Subventionen und staatliche Garantien, um die Kernenergie in den Vereinigten Staaten auszubauen. Bis Januar 2008 wurden bei der Nuclear Regulatory Commission 32 Anträge für den Neubau von Reaktoren eingereicht.

## Umweltaspekte

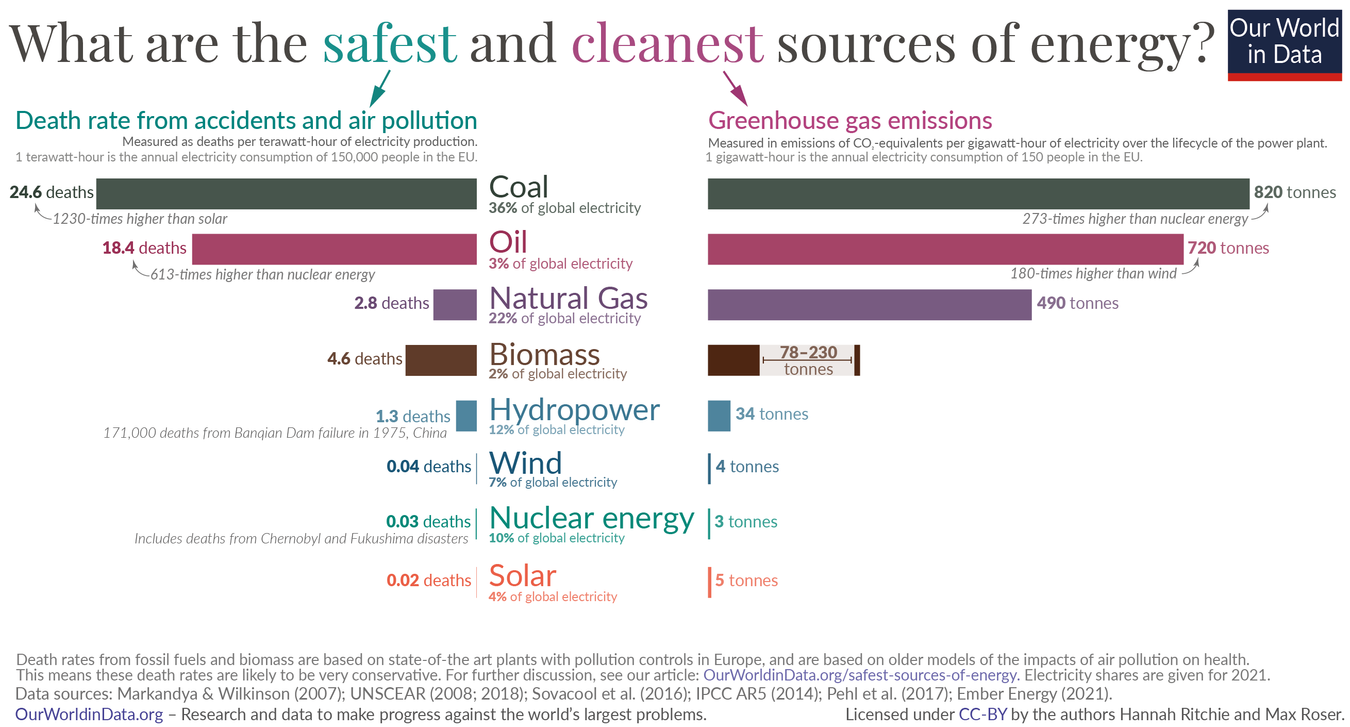
„Was sind die sichersten und saubersten Energiequellen?“ (Ein Vergleich vergangener Todesfälle und THG-Emissionen)

### Vergleich mit anderen Kraftwerksarten
Lebenszyklusanalysen legen nahe, dass der ökologische Fußabdruck der Kernenergie mit dem von erneuerbaren Energien vergleichbar ist. Brennstoffkreisläufe mit Wiederaufarbeitung schneiden dabei immer besser ab, als offene Kreisläufe. Eine Studie der Ritsumeikan-Universität aus dem Jahr 2022 analysierte den Lebenszyklus-Ressourceneinsatz der Kernenergie mit dem Konzept des Total Material Requirement (TMR). Laut der Untersuchung ähnelt der TMR-Koeffizient dem der erneuerbaren Energien und beträgt etwa 20 % des Werts der Kohlekraft, 23 % des Werts der Ölkraft und 35 % des Werts der Energieerzeugung aus verflüssigtem Erdgas. Während die Ressourcenintensität des Uranbrennstoffs erheblich ist, trägt die hohe Energiedichte wesentlich dazu bei, die Kernenergieerzeugung in die Gruppe mit niedrigeren TMR-Koeffizienten einzuordnen.
Die Emissionen von Schwefeldioxid (SO2) und Stickoxiden (NOx) bei der Kernenergie entstehen hauptsächlich während der Brennstoffbereitstellung, insbesondere durch den Uranabbau und die Anreicherung. Mit Lebenszyklus-Emissionen von 0,003–0,038 kg/MWh für SO2 und 0,01–0,04 kg/MWh für NOx schneidet die Kernenergie deutlich besser ab als fossile Energieträger wie Kohle (SO2: 0,03–6,7 kg/MWh, NOx: 0,3–3,9 kg/MWh), Öl (SO2: 0,85–8 kg/MWh, NOx: 0,5–1,5 kg/MWh) oder Erdgas (SO2: 0,01–0,32 kg/MWh, NOx: 0,2–3,8 kg/MWh). Bei erneuerbaren Energien wie Windkraft (SO2: 0,02–0,09 kg/MWh, NOx: 0,02–0,11 kg/MWh) und Solarenergie (SO2: 0,12–0,29 kg/MWh, NOx: 0,15–0,40 kg/MWh) stammen die Emissionen vor allem aus der Herstellung der Infrastruktur, bei Wasserkraft (SO2: 0,001–0,03 kg/MWh, NOx: 0,004–0,06 kg/MWh) überwiegend aus dem Bau der Staudämme.
Laut Our World in Data ist die Kernenergie hinsichtlich der Landnutzung die effizienteste Technologie zur Stromerzeugung. Die direkte Landnutzung der Kernenergie liegen bei 0,5 Quadratkilometern pro Terawattstunde.
Der Erntefaktor (EROI) gibt das Verhältnis von gewonnener zu aufgewendeter Energie an. Für seine Berechnung gibt es verschiedene Ansätze und die Ergebnisse hängen stark davon ab, welche Faktoren einbezogen werden. Die Bandbreite der Schätzungen für den EROI von Kernenergie ist sehr groß und reicht von weniger als eins bis zu 60. Stand 2013 geben viele Studien einen EROI von etwa fünf an, womit Kernenergie ungefähr im Bereich von Solarenergie und Erdgas liegt. Zu den besten Performern hinsichtlich des EROI zählen Wasserkraft, Windkraft und Kohlekraft.
Der Angaben für den Wasserverbrauch von Kernkraftwerken liegen im Jahr 2024 im Durchschnitt bei ca. 2100 Litern pro Megawattstunde (l/MWh). Der Großteil davon ist auf die Kühlungssysteme und die damit verbundenen Verdunstungsverluste zurückzuführen. Im Vergleich dazu haben Wind- und Solarenergie den geringsten Wasserverbrauch, der hauptsächlich bei der Herstellung anfällt (279 bzw. 446 l/MWh). Wasserkraftwerke haben einen hohen Wasserverbrauch vor allem durch Verdunstung aus Stauseen (70.000 l/MWh), während Stromerzeugung aus Biomasse durch Bewässerung und Verarbeitung ebenfalls viel Wasser benötigt (537.000 l/MWh). Der Begriff Wasserverbrauch umfasst den Teil des entnommenen Wassers, der verdunstet, in Produkte oder Pflanzen eingearbeitet, von Menschen oder Vieh konsumiert wird oder anderweitig nicht zur sofortigen Nutzung zur Verfügung steht.

### Kohlenstoffdioxid-Emissionen
Kernkraftwerke erzeugen im laufenden Betrieb kein CO2. Jedoch ist der Energieeinsatz bei der Herstellung der Kraftwerke, bei ihrem Betrieb (bei Kernspaltungskraftwerken einschließlich Brennstoffbeschaffung und Abfallentsorgung) und bei ihrem Abriss grundsätzlich mit CO2-Freisetzungen verbunden. Der Wissenschaftliche Dienst des Deutschen Bundestages wertet 2007 verschiedene Quellen aus, die zwischen 6 und 126 Gramm CO2 pro erzeugter kWh Strom nennen. Elektrischer Strom aus Kohlekraftwerken liegt bei etwa 950 g/kWh (Steinkohle) und 1150 g/kWh (Braunkohle). Der wissenschaftliche Dienst kommt angesichts der Abschätzungsunsicherheiten zum Ergebnis „diverse Formen der erneuerbaren Energien, aber auch die Kernkraft“ gehörten zur „Spitzengruppe“ der CO2-armen Energieträger.
Die insgesamt über den gesamten Lebenszyklus freigesetzte CO2-Menge ist bei Kernkraftwerken also deutlich geringer als bei Erzeugung der gleichen Strommenge mittels konventioneller (fossil gefeuerter) Kraftwerke. Ähnliche CO2-Emissionsfaktoren können mit Windkraft- und Wasserkraftwerken erreicht werden, während andere erneuerbare Energien, insbesondere die Fotovoltaik, nur etwas kleinere CO2-Emissionsfaktoren erreichen.

#### Vergleich zwischen Deutschland und Frankreich
Nicht alle Kraftwerke erzeugen im Betrieb CO2, jedoch entsteht bei der Herstellung, beim Betrieb und bei ihrem Abriss grundsätzlich auch klimaschädliches CO2. Die insgesamt (über den gesamten Lebenszyklus) freigesetzte Menge ist sehr unterschiedlich, wie die folgende Tabelle zeigt. Die rot unterlegten Felder zeigen, dass in Deutschland die Kohlekraftwerke nur 47 % der gesamten elektrischen Energie erzeugen, aber 80 % des dabei erzeugten Kohlendioxids verursachen. Der CO2-Anteil, den Kernkraftwerke bei 22,6 % Stromerzeugungsanteil indirekt beitragen, ist mit 0,7 % sehr gering. In den beiden rechten Spalten ist die aktuelle Verteilung im Nachbarland Frankreich gegenübergestellt.
| Kraftwerksart                   | CO2-Emissionen pro kWh in Gramm | Anteil an der gesamten Bruttostromerzeugung (2015) in Deutschland | Anteil an der CO2-Erzeugung aller Kraftwerke in Deutschland | Anteil der gesamten elektr. Energie (2007) in Frankreich | Anteil an der CO2-Erzeugung aller Kraftwerke in Frankreich |
| ------------------------------- | ------------------------------- | ----------------------------------------------------------------- | ----------------------------------------------------------- | -------------------------------------------------------- | ---------------------------------------------------------- |
| Wasserkraft                     | 010–40                          | 03,0 %                                                            | 00,06 %                                                     | 08,8 %                                                   | 01,2 %                                                     |
| Windenergie                     | 010–40                          | 013,5 %                                                           | 00,12 %                                                     | 0 %                                                      | —                                                          |
| Kernkraftwerk (Kernspaltung)    | 010–30                          | 14,1 %                                                            | 00,7 %                                                      | 86,6 %                                                   | 27,8 %                                                     |
| Photovoltaik                    | 050–100                         | 05,9 %                                                            | 00,1 %                                                      | 0 %                                                      | —                                                          |
| Erdgas                          | 400–550                         | 09,1 %                                                            | 08,1 %                                                      | —                                                        | —                                                          |
| Erdöl                           | 890                             | –                                                                 | 01,9 %                                                      | —                                                        | —                                                          |
| Steinkohle                      | 790–1080                        | 18,1 %                                                            | 35,3 %                                                      | 04,6 %                                                   | 71 %                                                       |
| Braunkohle                      | 980–1230                        | 23,8 %                                                            | 44,9 %                                                      | —                                                        | —                                                          |
| andere (Müll, Biomasse, …)      |                                 | 12,5 %                                                            | 08,9 %                                                      | —                                                        | —                                                          |
| Strom-Mix in Deutschland (2022) | 434                             | —                                                                 | —                                                           | —                                                        | —                                                          |

Welche Einsparungen durch politische Vorgaben möglich sind, zeigt der Vergleich der Kraftwerkparks der Nachbarländer Frankreich und Deutschland: Obwohl auch in Frankreich CO2 durch die 15 Kohlekraftwerke freigesetzt wird, ist die Gesamtmenge erheblich geringer, wie die folgende Tabelle zeigt. Nach Angaben der EDF werden 95 % der elektrischen Energie in Frankreich CO2-frei erzeugt. Bei fast gleicher elektrischer Gesamtenergie produziert man in Frankreich nicht einmal 10 % des in Deutschland freigesetzten Klimagases CO2. Die Energiewirtschaft verursacht weniger als die Hälfte des anthropogenen CO2-Ausstoßes. Im Pro-Kopf-Ausstoß liegt Frankreich etwa um ein Drittel niedriger als Deutschland (2008).
| Staat       | Gesamterzeugung aller Kraftwerke in TWh | Strom-Mix g pro kWh | Gesamt-CO2 in Milliarden kg | Anzahl der großen fossil- thermischen Kraftwerksblöcke | Anzahl der Kernkraftwerksblöcke |
| ----------- | --------------------------------------- | ------------------- | --------------------------- | ------------------------------------------------------ | ------------------------------- |
| Deutschland | 636,5                                   | 604                 | 384                         | ≈70                                                    | 17                              |
| Frankreich  | 610,6                                   | 061                 | 037                         | 015                                                    | 58                              |

### Kernenergie und Klimaschutz

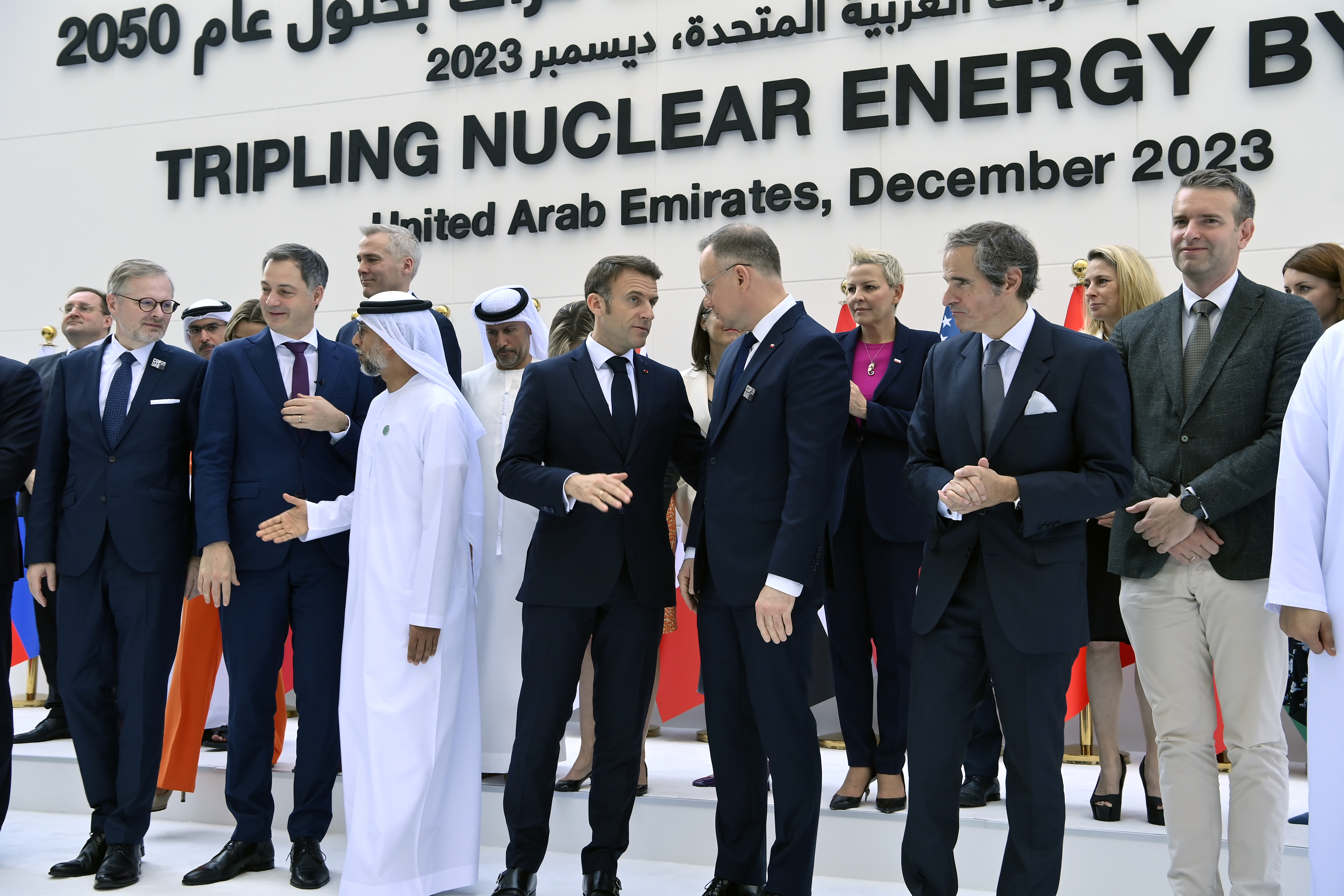
Vertreter von 22 Ländern erklärten auf der COP 28, die Kernenergiekapazität bis 2050 verdreifachen zu wollen, um den globalen Temperaturanstieg auf 1,5 °C zu begrenzen und Netto-Null-Emissionen zu erreichen.

Einige Kritiker, Lobbyisten der Wind- und Solarbranche sowie Forscher – wie etwa die Scientists for Future – kommen zu dem Schluss, dass die Kernenergie keinen sinnvollen Beitrag zum Klimaschutz leisten könne, da sie insgesamt zu gefährlich und zu teuer sei, ihre Einführung zu lange dauere und ein Hindernis für einen effektiven Übergang zu Nachhaltigkeit und Kohlenstoffneutralität darstelle, und damit letztlich eine ablenkende Konkurrenz bezüglich Ressourcen (i.e. Personal, finanzielle Investitionen, Zeit, Infrastruktur und Expertise) für den Einsatz und die Entwicklung anderer Energiesystemtechnologien sei. Anstelle der Kernenergie werden dabei etwa Wind-, Ozean- und Solarenergie (einschließlich z. B. Floating Solar) sowie diverse Möglichkeiten zur Bewältigung ihrer Variabilität ohne nukleare Grundlasterzeugung, wie z. B. Dispatchable Generation, Diversifizierung nachhaltiger Energiequellen, Energiespeicher-Technologien, Super Grids und flexible Energienachfrage und -versorgung regulierende Smart Grids genannt.
Dennoch wird über die Kosten neuer Kernkraftwerke geforscht und debattiert, insbesondere in Regionen, in denen u. a. eine saisonale Energiespeicherung schwierig ist und die den Ausstieg aus fossilen Brennstoffen zugunsten von kohlenstoffarmer Energie schneller als der weltweite Durchschnitt anstreben. Eine Studie legt nahe, dass die finanziellen Übergangskosten für ein zu 100 % auf erneuerbaren Energien basierendes europäisches Energiesystem, das vollständig aus der Kernenergie ausgestiegen ist, bis 2050 auf der Grundlage der derzeitigen Technologien (d. h. ohne Berücksichtigung potenzieller Fortschritte z. B. bezüglich grünem Wasserstoff, Übertragungs- und Flexibilitätskapazitäten, Möglichkeiten zur Verringerung des Energiebedarfs oder geothermischer Energie) teurer sein könnten, sofern sich das Netz nur über Europa erstreckt. Einige haben argumentiert, dass die jüngsten Werbekampagnen für die Kernenergie – auch für neuartige Reaktorkonzepte wie „kleine modulare Reaktoren“ – zum Teil oder hauptsächlich von der „verzweifelten Suche einer untergehenden Industrie nach Kapital und der damit verbundenen Lobby, die sie als Lösung für den Klimawandel darstellt“, angetrieben wird.
Bei einer Betrachtung historischer Umstellungen nationaler oder regionaler Stromnetze urteilt die Lobbyorganisation World Nuclear Association, dass der Messmer-Plan in Frankreich in Folge der Ölkrise 1973, der Ausbau der Kernenergie in Schweden, Finnland und Ontario in den 1970er bis 1990er Jahren und die verschiedenen Ausbauprojekte der Hydroenergie in dafür geographisch geeigneten Gebieten wie Quebec oder Norwegen größenordnungsmäßig ähnliche Kosten und Dauern aufwiesen, im Vergleich dazu jedoch die Energiewende in Deutschland und andere vordringlich auf Wind und Solar setzende Projekte teurer waren und sind (auch inflationsbereinigt) und einen geringeren Dekarbonisierungseffekt hatten – sowohl pro aufgewendeter Geldmittel als auch in pro-Kopf oder pro-kWh Werten.
Wissenschaftliche Daten deuten darauf hin, dass die Menschheit nur noch über ein Kohlenstoffbudget verfügt, das den Emissionen von 11 Jahren entspricht, um die Erwärmung auf 1,5 °C zu begrenzen wenn man das Emissionsniveau des Jahres 2021 annimmt, während der Bau neuer Kernreaktoren im Zeitraum 2018–2020 im Durchschnitt 7,2-10,9 Jahre dauerte. Der Bau neuer Kernkraftwerke dauert ab Baubeginn also wesentlich länger als der Ausbau der Wind- und Solarenergie – insbesondere bei neuartigen Reaktortypen – und ist zudem risikoreicher, oft verzögert und stark abhängig von staatlicher Unterstützung. Forscher warnten zudem, dass neuartige Nukleartechnologien – die bereits seit Jahrzehnten in der Entwicklung sind – weniger erprobt sind, höhere Proliferationsrisiken haben, mehr neue Sicherheitsprobleme aufweisen, oft weit von der Kommerzialisierung entfernt sind und teurer sind – also nicht rechtzeitig verfügbar sind. Fusionsenergie, die im Einsatz als deutlich weniger problematisch gilt, wird wahrscheinlich nicht vor 2050 kommerziell weit verbreitet sein.
Im Jahr 2021 veröffentlichte die Wirtschaftskommission für Europa (UNECE) einen Bericht, in dem argumentiert wird, dass Kernenergie ein wichtiges Instrument sei, um die Ziele des Übereinkommens von Paris sowie der Agenda 2030 zu erreichen. Laut Bericht habe in den vorherigen 50 Jahren nur Wasserkraft eine größere Rolle bei Vermeidung von CO2-Emissionen gespielt. Kernenergie könne demnach in Zukunft in Verbindung mit anderen CO2-armen Energiequellen Bestandteil eines dekarbonisierten Strommixes sein. Da Kernkraftwerke auch Wärme erzeugen, sehen die Autoren zusätzliches Potential für nicht-elektrische Anwendungen, wie thermische Wasserstoffherstellung, Fernwärme, Meerwasserentsalzung, oder die Herstellung synthetischer Kraftstoffe. Außerdem bezeichnet der Bericht die Stilllegung von Reaktoren, wie sie in Deutschland und Belgien stattgefunden hat, als Rückschlag für die Bemühungen im Bereich des Klimaschutzes.
An der UN-Klimakonferenz in Dubai 2023 haben Vertreter von 22 Staaten erklärt, dass sie die weltweite Kernkraftkapazität bis 2050 verdreifachen wollen.

### Unfallgefahr (Risiko einer Kernschmelze)

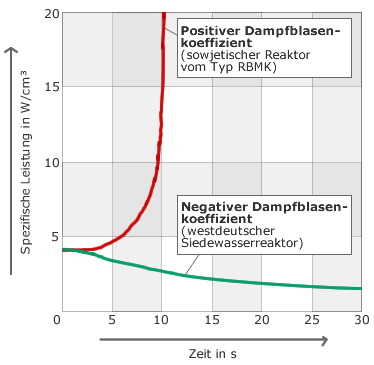
Zeitlicher Verlauf der Reaktorleistung nach einem Kühlmittelverlust bei einem westlichen Siedewasserreaktor und bei einem RBMK Reaktor wie in Tschernobyl

Das radioaktive Inventar eines Kernreaktors kann ein erhebliches Schadenspotenzial für die Umwelt und Gesundheit über eine lange Zeit darstellen. Bei der Sicherheitsbewertung von Kernkraftwerken kommen unter anderem Probabilistische Sicherheitsanalysen (PSA) zum Einsatz. PSA treffen Aussagen über die Häufigkeit, mit der in einem festgelegten Zeitraum bestimmte Schadenszustände erreicht werden können. Für deutsche Anlagen ergaben PSA Anfang der 2000er Jahre, dass die geschätzte Häufigkeit von Kernschäden zwischen einem und 26,5 Ereignissen pro 5 Millionen Betriebsjahren je Reaktor liegt. Für bestehende Anlagen gilt nach einer Empfehlung der Internationalen Atomenergiebehörde (IAEA) aus dem Jahr 2006 ein Richtwert für die Kernschadenshäufigkeit von höchstens einem Ereignis pro einhunderttausend Reaktorjahren. Für neuartige Reaktorkonzepte wie den EPR wird die Wahrscheinlichkeit für einen Kernschaden unterhalb von 1 pro 10 Millionen Reaktorjahren angegeben.
Bei der Katastrophe von Tschernobyl, dem bislang folgenschwersten Nuklearunfall der Geschichte, wurden 1986 große Landflächen – auch in Deutschland – mit radioaktiven Nukliden kontaminiert. Nach Schätzungen des Tschernobyl-Forums starben etwa 4000 Menschen, wobei diese Zahl umstritten ist. Auch bei den Unglücken von Kyschtym und Fukushima kam es zu erheblichen Kontaminationen der Umwelt.
Im Mai 2012 erschien eine Studie des Max-Planck-Instituts für Chemie, nach der katastrophale nukleare Unfälle wie die in Tschernobyl und Fukushima häufiger auftreten könnten als bisher angenommen. Aufgrund der bisherigen Laufzeiten aller zivilen Kernreaktoren weltweit und der aufgetretenen Kernschmelzen berechneten sie, dass solche Ereignisse im aktuellen Kraftwerksbestand etwa alle 10 bis 20 Jahre vorkommen könnten, was 200 Mal häufiger ist als zuvor geschätzt. Zudem würde die Hälfte des freigesetzten radioaktiven Cäsium-137 bei einem solchen Unfall mehr als 1.000 Kilometer weit transportiert werden. Laut der Studie werde Westeuropa, einschließlich Deutschland, wahrscheinlich einmal in etwa 50 Jahren mit mehr als 40 Kilobecquerel Cäsium-137 pro Quadratmeter belastet, was gemäß der IAEA als radioaktiv kontaminiert gilt.
Global sank die Anzahl von Industrieunfällen in Kernkraftwerken seit 1990 auf ein Fünftel.

### Belastungen durch den Uranbergbau
Der Abbau von Uran ist mit negativen Umwelteinflüssen verknüpft, die sowohl während des Bergbaus selbst auftreten als auch nach Abschluss der Bergbautätigkeit durch die zumeist ungenügend gesicherten bergbaulichen Hinterlassenschaften langfristig wirksam bleiben. Uran wird vorwiegend im Tage- und Untertagebau abgebaut, wobei der Großteil des Urans aus Staaten stammt, „deren Bergbau-Umweltstandards als unterentwickelt gelten“. In Staaten wie Russland, Kanada, Niger oder Kasachstan gibt es darüber hinaus keine Vorgaben zum Umgang mit Rückstandsdeponien. Damit einher gehen Flächeninanspruchnahme, Wasserverbrauch und -verschmutzung sowie generelle Umweltverschmutzung und gesundheitliche Gefährdung für Minenarbeiter und die betroffene Bevölkerung. Spezifisch für die Urangewinnung ist die dadurch verursachte Freisetzung von und Belastung durch Radioaktivität, die in der Geschichte des Uranbergbaus zu vermehrten (Lungen-)Krebsfällen geführt hat. Von Atomkraftgegnern wird kritisiert, dass die CO2-Emissionen im Uranbergbau in Betrachtungen zur Ökobilanz der Kernenergie nicht berücksichtigt werden.
Der Uranabbau in Deutschland (in der ehemaligen DDR, zur Wiedervereinigung 1990 eingestellt; siehe Wismut) führte zu Erkrankungen von Bergleuten. Durch Berichte, medizinische Dossiers und Prozessakten gilt dieser Uranbergbau als der weltweit am besten dokumentierte.

### Belastungen aus dem Normalbetrieb
Im Normalbetrieb von Kernkraftwerken gelangen geringe Mengen an Strahlung in die Umgebung, was durch ein breit gefächertes Überwachungsnetz gemessen und dokumentiert wird. Der Großteil der Strahlung stammt hierbei von 14C aus der Abluft. Neben der natürlichen Strahlenexposition in Deutschland von durchschnittlich 2,1 mSv pro Jahr beträgt die maximale Strahlenexposition an den ungünstigsten Einwirkungsstellen in der Umgebung von Kernkraftwerken für alle Altersgruppen weniger als 0,01 mSv pro Jahr. Eine Person, die sich ganzjährig an der ungünstigsten Stelle in der Nähe eines Kraftwerks aufhält, könnte somit ihre insgesamt aufgenommene Strahlungsmenge um bis zu 0,5 % erhöhen. Detailliertere Schätzungen der maximalen Strahlenexposition aus England und Frankreich gelangen zu Expositionswerten zwischen 0,003 mSv und 0,006 mSv pro Jahr. Kerntechnische Anlagen weltweit führen außerdem regelmäßig Abwasser mit kleinen Mengen radioaktiver Isotope in Gewässer ab, ohne dass Hinweise auf Umwelt- oder Gesundheitsbeeinträchtigungen vorliegen.
Eine Studie des Bundesamtes für Strahlenschutz aus dem Jahr 2007 fand eine statistisch signifikant erhöhte Leukämiehäufigkeit bei Kindern, die weniger als fünf Kilometer von einem Kernkraftwerk entfernt aufgewachsen sind. Danach erkrankten von 1980 bis 2003 im Fünf-Kilometer-Umkreis um die Kernkraftwerke in Deutschland 37 Kinder neu an Leukämie – im statistischen Mittel wären es 17 Kinder gewesen. Die Ursachen für diese Korrelation sind bis heute nicht geklärt, nach derzeitigem Kenntnisstand ist der Zusammenhang nicht strahlenbiologisch erklärbar.
Über die Interpretation dieses Befundes herrscht keine Einigkeit. Während die Autoren der Studie der Auffassung sind, dass die von deutschen Kernkraftwerken im Normalbetrieb emittierte ionisierende Strahlung wegen der um ein Vielfaches höheren natürlichen Strahlenbelastung nicht als Ursache in Betracht kommt, gelangt das externe Expertengremium des BfS zur KiKK-Studie zur Überzeugung, dass aufgrund des besonders hohen Strahlenrisikos für Kleinkinder sowie der unzureichenden Daten zu Emissionen von Leistungsreaktoren dieser Zusammenhang keinesfalls ausgeschlossen werden kann. Andere Studien sind dagegen kontrovers. Sie zeigen keinen bis hin zu einem deutlichen Zusammenhang zwischen dem Wohnen in der Nähe eines Kernkraftwerkes und dem Auftreten von Krebsfällen. Es wird auch darauf verwiesen, dass 'viele eventuell miteinander kombinierte Faktoren … als Krankheitsursache denkbar (sind) und … möglicherweise in der Umgebung deutscher Kernkraftwerke gehäuft auf(-treten)', es sich also nicht um noch unbekannte Emissionen von Leistungsreaktoren handelt.

### Wärmebelastung von Gewässern
Kernkraftwerke benötigen große Mengen Kühlwasser, das aus Flüssen oder Meeren entnommen wird, um die bei der Stromerzeugung entstehende Wärme abzuführen. Wird dieses erwärmte Wasser direkt in das Gewässer zurückgeleitet, kann es die Wassertemperatur erhöhen und das ökologische Gleichgewicht beeinträchtigen. Um dies zu verhindern, gibt es Umweltauflagen, die sicherstellen, dass die Temperatur des zurückgeführten Wassers bestimmte Grenzwerte nicht überschreitet. Um die Wärmeeinleitung in Gewässer zu reduzieren, werden oft Kühltürme eingesetzt. In diesen Türmen wird ein Teil des Kühlwassers verdampft und die Wärme somit an die Atmosphäre abgegeben. Dies verringert die Menge an erwärmtem Wasser, das in Flüsse oder Meere zurückgeführt wird. Wenn dennoch absehbar ist, dass die Temperaturgrenzwerte überschritten werden, müssen Kraftwerke ihre Leistung reduzieren. Diese Maßnahmen gelten nicht nur für Kernkraftwerke, sondern auch für andere Dampfturbinen-Kraftwerke wie Kohle- oder Gaskraftwerke. In Frankreich betrugen die durch Drosselung bedingten Verluste in den Jahren 2000 bis 2022 zwischen 0,16 und 1,43 % der Jahresproduktion an Kernenergie. Punktuell können diese Verluste jedoch beträchtlich sein und betrugen zum Beispiel während der Hitzewelle im Juli 2003 zeitweise fast 10 % der installierten Leistung an Kernenergie in Frankreich. In außergewöhnlichen klimatischen Bedingungen können vorübergehend erhöhte Grenzwerte angewendet werden, wenn dies zur Sicherung des Stromnetzes erforderlich ist. Dies geschah in Frankreich unter anderem während der Hitzewelle im Jahr 2022.

### Belastungen durch radioaktive Abfälle
Kritiker der Kernenergie argumentieren, dass die langfristige Sicherheit bei der Entsorgung radioaktiver Abfälle nicht garantiert werden könne. Es sei unrealistisch, die Leistungsfähigkeit eines technischen Systems für Zeiträume jenseits der menschlichen Zivilisation zu demonstrieren, da langfristige Vorhersagen grundsätzlich mit Unsicherheiten behaftet sind. Obwohl keine absolute Sicherheit garantiert werden kann, gelten katastrophale Ereignisse bei der Einlagerung von nuklearem Abfall in tiefe geologische Formationen dennoch als sehr unwahrscheinlich. Ein sehr vereinfachter Ansatz zur Bewertung der Sicherheit wurde von Bernard Cohen vorgeschlagen. Dieser Ansatz soll die Folgen eines Versagens bei der Entsorgung hochradioaktiven Abfalls (HLW) verdeutlichen und geht davon aus, dass sich vergrabener HLW wie durchschnittliches natürliches Gestein verhält und sich im Laufe der Jahrtausende in Grundwasser auflöst. Es wird weiter angenommen, dass das kontaminierte Grundwasser durch das Trinken aus kontaminierten Brunnen und Flüssen, die Aufnahme von pflanzlichen Lebensmitteln, die damit bewässert wurden, und den Verzehr von Fischen aus kontaminierten Flüssen aufgenommen wird. Diese Analyse führt Cohen zu einer Schätzung von bis zu 0,02 Todesfällen infolge von HLW, die bei der Produktion von einem Gigawattjahr elektrischer Energie mit Kernkraft anfallen. Dies entspricht etwa 0,0023 Todesfällen pro Terawattstunde. S. 817 f. 
Drei Studien in den USA aus den Jahren 1977, 1987 und 2000 untersuchten das Strahlungsrisiko für die Öffentlichkeit bei hypothetischen Unfällen während des Transports von abgebrannten Brennelementen. Die pessimistischste Schätzung stammt aus der Studie der Nuclear Regulatory Commission von 1977, die eine maximale Kollektivdosis in der Größenordnung von 100 Mikrosievert für die Gesamtbevölkerung annimmt. S. 329 ff.
Bei der Wiederaufarbeitung extrahiertes Plutonium könne zur Herstellung von Kernwaffen verwendet werden, welche selbst bei der derzeitigen relativ zentralisierten Kontrolle (z. B. auf staatlicher Ebene) und dem Ausmaß der Verbreitung als schwieriges Problem und erhebliches globales Risiko gesehen werden. Ein Bericht in den Medien aus dem Jahr 1983 machte auf erhöhte Fälle von Leukämie bei Kindern in der Nähe der nuklearen Wiederaufbereitungsanlage Sellafield aufmerksam. Dies veranlasste Untersuchungen an weiteren nuklearen Standorten, bei denen teilweise ebenfalls auf mögliche Krebscluster hingewiesen wurde. Es gilt allerdings als sehr unwahrscheinlich, dass die Strahlung aus den Emissionen während des normalen Betriebs von Nuklearanlagen die Ursache ist. Ebenso wenig ist es plausibel, dass das Sellafield-Cluster eine Folge von unbeabsichtigten Freisetzungen aus der Anlage ist.
Bis in die 1970er Jahre wurden rund 100.000 Fässer mit radioaktiven Abfällen auf hoher See verklappt, zum Teil in Fischfanggebieten. Die Folgen für Ökologie und menschliche Ernährung werden aufgrund der starken Verdünnung als vernachlässigbar eingestuft. Einige Wissenschaftler haben in der Vergangenheit vorgeschlagen, die Atommüllverklappung in den Weltmeeren wieder aufzugreifen, da der Beitrag natürlicher im Meerwasser aufgelöster, radioaktiver Isotope rein rechnerisch etwa fünf Millionen Mal größer sei als die der Verklappung sämtlicher Atommüllmengen Amerikas.

### Vergleich mit anderen Gefahrenquellen
Die unterschiedlichen Effekte von verschiedenen Formen der Stromerzeugung auf die Gesundheit sind nur schwer zuzuschreiben. Einer Schätzung auf Basis von Daten aus der Europäischen Union zufolge liegt die Zahl der durch Atomkraft verursachten Todesfälle in der Öffentlichkeit in Europa bei 0,003 und bei Beschäftigten im Kernenergiesektor bei 0,019 (jeweils pro erzeugter Terawattstunde). Todesfälle durch Luftverschmutzung aufgrund der Kernenergienutzung liegen bei 0,052, schwere Erkrankungen bei 0,22. Im Vergleich dazu liegt die Zahl der Todesfälle durch Elektrizitätsgewinnung mit Braunkohle bei 0,02 (Unfälle in der Öffentlichkeit), 0,1 (Unfälle bei Beschäftigten), 32,6 (Luftverschmutzung) bzw. 298 (schwere Erkrankungen). Als wesentlichere Probleme der Kernenergie sehen die Autoren deswegen nicht die Luftverschmutzung und den normalen Betrieb, welche vergleichsweise wenige Todesfälle verursachten, sondern eher langfristige Gefahren verbunden mit der Lagerung der nuklearen Abfälle, die militärische Nutzung und die Schäden im Falle eines Unfalls.
Diese Einschätzung wurde auch nach der Nuklearkatastrophe von Fukushima u. a. von James E. Hansen bestätigt. Er verglich in einer 2013 erschienenen Studie die Risiken verschiedener Energieträger und sprach sich dabei für die Kernenergie als deutlich risikoärmere und emissionsärmere Technologie aus.

## Gefahren für Frieden und Sicherheit

### Proliferation von Kernwaffen – Missbrauch
Gegner der Kernkraft argumentieren, dass es nicht möglich sei, zivile und militärische Nutzung faktisch zu trennen. Die Kernenergie trage zur Verbreitung von Technologie und Material zur Herstellung von Atomwaffen bei, insbesondere die Anreicherungs- und Wiederaufbereitungsanlagen, bei denen waffenfähiges Plutonium produziert wird. Indien, Nordkorea und Südafrika begannen zivile Atomprogramme mit speziellen Forschungsreaktoren. Ob waffentaugliches Plutonium in diesen hergestellt wurde oder in speziellen Anlagen, ist umstritten. Südafrika gab seine Kernwaffen zwischenzeitlich auf. Der Iran sowie Israel besitzen in jüngster Zeit keine Kernkraftwerke zur kommerziellen Energiegewinnung. Südafrika nahm sein bisher einziges kommerzielles Kernkraftwerk in Betrieb, lange nachdem es Kernwaffen erworben hatte. John Large, ein führender Atomenergie-Experte Großbritanniens, meint: Jedes zivile Nuklearprogramm eignet sich per se dazu, ein Waffenprogramm zu verbergen […] In vielen Bereichen ist die militärische von der zivilen Nutzung kaum zu unterscheiden.
Anlagen zur 235Uran-Anreicherung, wie die deutsche Urananreicherungsanlage Gronau, könnten auch zur Herstellung von kernwaffenfähigem Material, mit einem Anteil von 80 % 235U, verwendet werden.
Während der Herstellung nuklearer Brennstäbe muss der Anteil des spaltbaren Uran-Isotops 235 zur Verwendung in den meisten Reaktortypen (nicht aber in Schwerwasserreaktoren und einigen graphitmoderierten Reaktorbauarten) vom natürlichen Anteil von 0,7 % auf etwa 4 % erhöht werden („Uran-Anreicherung“), damit es in der Lage ist, eine Kettenreaktion hervorzurufen. Kernkraftgegner befürchten, dass Anlagen zur Uran-Anreicherung jederzeit so umgebaut werden könnten, dass man dort waffenfähiges Uran mit etwa 80 % Uran-235-Gehalt produzieren könnte. Die in Wiederaufarbeitungsanlagen eingesetzten Techniken eignen sich prinzipiell auch zur Gewinnung von Plutonium aus abgebrannten Brennstäben, das ebenfalls zur Energiegewinnung in MOX-Brennelementen verwendet werden kann. Die Waffentauglichkeit des gewonnenen Plutoniums sinkt zwar mit zunehmendem Abbrand der Brennelemente. Aber aus Plutonium hoch abgebrannter Brennelemente lässt sich noch ein Nuklearsprengsatz geringerer Effizienz herstellen.
Viele Technologien, die im Zusammenhang mit der zivilen Kernenergie stehen, sind gleichzeitig relevant für die Entwicklung und Herstellung von Kernwaffen. Daher können zivile Kernenergieprogramme, falls es ein Staat so will, als Deckmantel für ein geheimes militärisches Kernwaffenprogramm genutzt werden. Das iranische Atomprogramm ist eines der prominenten Beispiele dafür.
Ein grundlegendes Ziel nationaler und weltweiter Sicherheitsbestreben besteht darin, das Proliferationsrisiko zu minimieren, welches mit der weltweiten Nutzung und dem Ausbau der zivilen Kernenergienutzung einhergeht. Sofern die Entwicklung „schlecht umgesetzt wird oder die Maßnahmen zur Eindämmung des Poliferationsrisikos fehlschlagen, wird es in Zukunft gefährlich“. Das Global Nuclear Energy Partnership ist ein Ansatz, um Staaten mit Bedarf nach Kernbrennstoff eben solchen günstig zur Verfügung zu stellen. Als Gegenleistung verpflichten sich die Staaten, auf eigene Programme zur Urananreicherung zu verzichten.
Benjamin K. Sovacool zufolge haben einige „hohe Offizielle, sogar innerhalb der Vereinten Nationen, argumentiert, dass sie wenig unternehmen können, um Staaten davon abzuhalten, Kernreaktoren für die Herstellung von Kernwaffen zu nutzen“. Ein Report der Vereinten Nationen von 2009 besagt:

„Das wiedererstarkte Interesse an der Nutzung der Kernenergie könnte zur weltweiten Verbreitung von Technologien zur Urananreicherung und Wiederaufbereitung führen. Dies stellt ein klares Proliferationsrisiko dar, da diese Technologien Spaltmaterial erzeugen können, die direkt in Kernwaffen eingesetzt werden können.“

Auf der anderen Seite können Leistungsreaktoren dazu verwendet werden, Kernwaffenarsenale zu reduzieren. Im Zuge des Megatonnen-zu-Megawatt-Programms wurden bisher 425 Tonnen hochangereichertes Uran aus ehemaligen Kernwaffen zu Kernbrennstoff für Reaktoren verarbeitet. Dies entspricht etwa 17.000 Nuklearsprengköpfen. Damit ist dies das bisher erfolgreichste Anti-Proliferationsprogramm.
Professor Matthew Bunn meint dazu:

„Russland ist nicht weiter daran interessiert, das Programm nach 2013 fortzusetzen. Wir hatten es so eingerichtet, dass es sie mehr kostet und sie weniger davon profitieren, als wenn sie einfach neuen Reaktorbrennstoff herstellen. Es gibt aber andere Möglichkeiten, die das Ganze profitabler machen und auch ihren strategischen Interessen, ihre Nuklearexporte auszuweiten, dienen würde.“

2013 sagte Mark Diesendorf, dass die Regierungen Frankreichs, Indiens, Nordkoreas, Pakistans, Englands und Südafrikas Leistungs- und Forschungsreaktoren dazu verwendet haben, Kernwaffen zu entwickeln oder Kernwaffenbestände aus militärischen Reaktoren zu erweitern.
Die Entwicklungen von neuen Reaktorsystemen und zugehörigen Brennstoffkreisläufen durch das Generation IV International Forum haben explizit das Ziel, ein Entnehmen von kernwaffenfähigem oder terroristisch einsetzbarem Material so unattraktiv wie möglich zu machen.

### Gefahr von Terroranschlägen
Kernkraftwerke gelten als Ziele für terroristische Angriffe, wobei diese Erkenntnisse nicht erst seit den Anschlägen vom 11. September diskutiert werden. Bereits beim Bau der ersten Kernkraftwerke wurde von Sicherheitsgremien auf diese Problematik hingewiesen. Auch sind aus mehreren Staaten Angriffsdrohungen gegen Kernkraftwerke durch Terroristen oder Kriminelle dokumentiert. Während in Deutschland ältere Kernkraftwerke ohne besonderen Schutz gegen Flugunfälle gebaut wurden, sind die später gebauten Kernkraftwerke mit einem massiven Betongebäude teilweise gegen Flugunfälle gesichert. Ausgelegt sind sie gegen den Aufprall von Kampfflugzeugen mit einer Geschwindigkeit von etwa 800 km/h. Hierbei wurde als Bemessungsgrundlage der Aufprall eines Flugzeugs des Typs Phantom II mit einer Masse von 20 Tonnen und Geschwindigkeit von 215 m/s angenommen.
Diskutiert wurden auch die Gefahren, die aus einem terroristischen Anschlag mittels eines Großflugzeugs auf ein Kernkraftwerk entstehen. Ein solcher Terroranschlag könnte katastrophale Folgen haben. Nach den Terroranschlägen in Brüssel 2016 wurden mehrere Kernkraftwerke teilevakuiert. Zugleich wurde bekannt, dass die Terroristen auch die Atomkraftwerke ausgespäht hatten. Mehreren Mitarbeitern wurde die Zugangsberechtigung entzogen.
Außerdem gibt es die Gefahr von „Nuklear-Terrorismus“, z. B. durch Einsatz „schmutziger Bomben“ durch Terroristen. Für deren Herstellung würden beliebige radioaktive Abfälle oder das für Kernkraftwerke angereicherte Uran in Frage kommen.

### Gefahren in einem Krieg
Gefahren durch kriegerische Auseinandersetzungen rückte in die Aufmerksamkeit der breiten Öffentlichkeit, als im Rahmen des russischen Überfalls auf die Ukraine am 4. März 2022 das Kernkraftwerk Saporischschja – mit 6 mal 950 MW das leistungsfähigste in Europa – mit russischen Raketen beschossen wurde und Schäden unter anderem im Bereich des Standortzwischenlagers für radioaktive Abfälle, in mehreren Nebenanlagengebäuden und bei der Werkfeuerwehr entstanden. Darüber hinaus kam es wiederholt zu kriegsbedingten Stromausfällen. Ein besonderes Risiko stellt außerdem die Besatzung des Kraftwerkes durch russische Truppen und der damit einhergehende psychische Druck auf die Betriebsmannschaften dar. Bewaffnete russische Soldaten sind auf dem Betriebsgelände ständig präsent, bedrohen die Mitarbeiter und behindern sie bei ihren täglichen Kontrollgängen und Arbeiten.

## Kontroversen um die Kernenergie

Transparent des deutschen Umweltministeriums zum Atomausstieg 2004

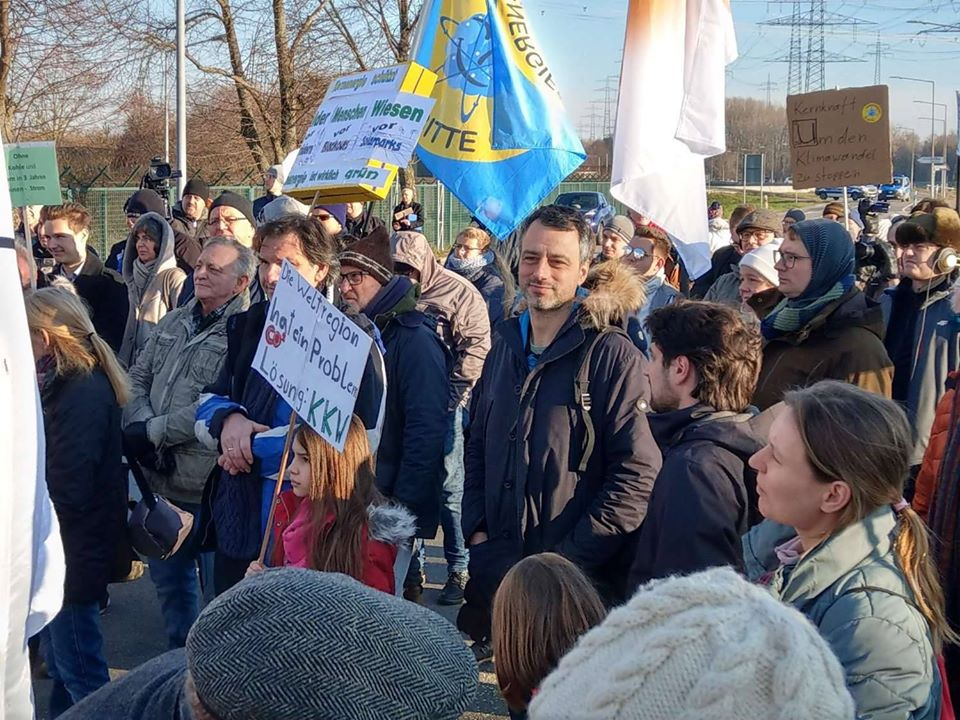
Klimaschutzdemo von Kernenergie-Befürwortern vor dem Kernkraftwerk Philippsburg zwei Tage vor der Abschaltung, 29. Dezember 2019

Zu den Vor- und Nachteilen der Kernenergie gibt es unterschiedliche Ansichten, insbesondere wird ihre Sicherheit kontrovers diskutiert.
Betrachtet man alle bisherigen Todesfälle, gehören Kernkraftwerke zu den sichersten Mitteln zur Stromproduktion.
Von Kritikern wird die grundlastfähige und kohlenstoffarme Kernenergie im Hinblick auf den Stopp des Klimawandels als zu langsam verfügbar und, im Vergleich zu einer Mischung aus Solar-, Wind-, Wasser- und Speichersystemen, als zu teuer gesehen. Befürworter hingegen sehen die Kernenergie als wichtige Säule beim Klimaschutz unter Aufrechterhaltung einer sicheren und bezahlbaren Stromversorgung.
Die Diskussion um die Kernenergie ist eine gesamtgesellschaftliche Auseinandersetzung über die für zivile Zwecke genutzte Kernspaltung zur Stromgewinnung aus Kernbrennstoffen.
Die Diskussion erreichte in den 1970er und 1980er Jahren eine Hochphase; in einigen Ländern wurde damals über Kernenergie intensiver diskutiert als jemals zuvor über eine Technologie. Besonders in Deutschland war die Anti-Atomkraft-Bewegung jahrzehntelang gesellschaftlich stark verankert: Zunächst durch die Grünen, später auch durch die SPD erhielt sie politische Plattformen.
Befürworter sehen in der Kernenergie eine nachhaltige Technologie, die die Versorgungssicherheit erhöht, weil sie die Abhängigkeit vom Import von fossiler Energie reduziert. Befürworter haben betont, dass durch Nutzung der Kernenergie eine viel geringere Menge an Treibhausgasen oder Smog als durch fossile Kraftwerke entsteht (siehe Umweltaspekte). Die Atomenergie ist im Vergleich zu anderen erneuerbaren Energien auch ohne Verwendung von Speicherkraftwerken grundlastfähig. Befürworter haben behauptet, das mit der Endlagerung verbundene Risiko sei klein und könne durch Einsatz fortschrittlicher Technologien wie Transmutation weiter gesenkt werden. Die (historische) Sicherheitsbilanz der Kernenergie in der westlichen Welt sei gut verglichen mit anderen großen Energieträgern.
Gegner der Kernenergie argumentieren, dass diese viele Gefahren für Mensch und Umwelt impliziert.
Es gab und gibt Probleme bei der Verarbeitung, beim Transport und bei der Lagerung von radioaktivem Abfall, das Risiko der Proliferation und des Terrorismus, sowie Gesundheitsrisiken und Risiken durch den Uranabbau. Ein Hauptproblem der Kernenergie sei die Unwirtschaftlichkeit verglichen mit rapide günstiger gewordenen Windkraftanlagen und Photovoltaikanlagen.
Windkraftanlagen und Photovoltaikanlagen lassen sich dezentral und viel schneller errichten bzw. installieren als ein neues Kernkraftwerk.
Kritiker weisen zudem darauf hin, dass bei Kernkraftwerken Fehlfunktionen und Fehlbedienungen möglich und auf Dauer unvermeidlich seien (siehe auch Liste von Unfällen). Man könne die Risiken der Kernenergie durch technische Weiterentwicklungen nicht vollständig ausräumen. Unter Berücksichtigung der gesamten Kette vom Uranbergbau bis zur Endlagerung und dem Rückbau der einzelnen Kernkraftwerke sei die Kernenergie weder eine CO2-neutrale noch eine wirtschaftliche Energiequelle.
Weitere Kritikpunkte sind die Begrenztheit nuklearer Brennstoffe und die Abhängigkeit von Uranlieferländern. Auch dass die Kernkraftwerksbetreiber in Deutschland von 1979 bis 2017 durch die Beteiligung an der Deutschen Gesellschaft zum Bau und Betrieb von Endlagern für Abfallstoffe (DBE) an der Entsorgung ihrer eigenen Abfälle verdienten, ist kritisiert worden.
Argumente zur Wirtschaftlichkeit der Kernenergie sind von beiden Seiten vorgebracht worden. Befürworter wie Gegner sind sich einig, dass der Preis von Uran nur einen geringen Teil der Kosten der Erzeugung von Strom aus Kernspaltung ausmacht. Auch besteht weitgehend Konsens darüber, dass der Bau der Kraftwerke und anderer großtechnischer Anlagen zu ihrem Betrieb (Urananreicherung, gegebenenfalls Wiederaufarbeitung, Endlager und/oder Transmutation) erhebliche Mengen Kapitals erfordert. Die von Befürwortern ins Feld geführten Small Modular Reactor als potentielle Möglichkeit, Kernkraftwerke auch „nach unten“ zu skalieren werden von Gegnern der Nutzung der Kernenergie allerdings bezweifelt. Große Uneinigkeit besteht über die Kosten von Endlagerung, den Kosten real eingetretener oder zukünftig denkbarer Störfälle und inwiefern heute oder in der Vergangenheit Subventionen in die Kernenergie geflossen sind, wenn ja deren Verhältnismäßigkeit und ob es sinnvoll sein könnte, Kernenergie womöglich in Zukunft zu subventionieren.
In den Jahren 2006 bis 2008 war etwa die Hälfte der deutschen Bevölkerung für Kernenergie und die Hälfte dagegen. Im September 2022 waren 54 % der Deutschen für die Weiternutzung der Kernenergie in Deutschland und gegen den Atomausstieg, 32 % für eine Laufzeitverlängerung, und nur noch 12 % für den geplanten Ausstieg. Zum Zeitpunkt des deutschen Ausstiegs im April 2023 fanden 34 % der Befragten diesen richtig, 59 % falsch.

### Einsteiger
- Martin Volkmer: Kernenergie Basiswissen. Informationskreis Kernenergie, Bonn 2000, ISBN 3-925986-09-X.
- Winfried Koelzer: Lexikon zur Kernenergie. KIT Scientific Publishing, Karlsruhe 2019, ISBN 978-3-7315-0881-6, doi:10.5445/KSP/1000088491.

### Fachliteratur
- Hans Michaelis: Handbuch der Kernenergie (Vol. 1 und 2). 2. Auflage. dtv wissenschaft, München 1982, ISBN 3-423-04367-9.
- Hans Michaelis, Carsten Salander (Hrsg.): Handbuch Kernenergie. 4. Auflage. VWEW-Verlag, Frankfurt am Main 1995, ISBN 3-8022-0426-3.
- Ian Hore-Lacy: Nuclear Energy in the 21st Century. Elsevier, 2007, ISBN 978-0-12-373622-2, doi:10.1016/B978-0-12-373622-2.X5000-4 (englisch).
- Hans-Josef Allelein: Kernkraftwerke. In: Richard Zahoransky (Hrsg.): Energietechnik. Springer Fachmedien, Wiesbaden 2015, ISBN 978-3-658-07453-1, S. 93–169, doi:10.1007/978-3-658-07454-8_5.
- Karl Strauss: Kernspaltung. In: Kraftwerkstechnik. Springer, Berlin, Heidelberg 2016, ISBN 978-3-662-53029-0, S. 391–440, doi:10.1007/978-3-662-53030-6_16.
- Nicholas Tsoulfanidis (Hrsg.): Nuclear Energy: A Volume in the Encyclopedia of Sustainability Science and Technology Series, Second Edition. Springer New York, New York, NY 2018, ISBN 978-1-4939-6617-2, doi:10.1007/978-1-4939-6618-9 (englisch).
- Adolf J. Schwab: Stromerzeugung in Kernkraftwerken. In: Elektroenergiesysteme. Springer, Berlin, Heidelberg 2022, ISBN 978-3-662-64773-8, S. 119–152, doi:10.1007/978-3-662-64774-5_5.
- IAEA: Nuclear Power Reactors in the World. 2022 Edition Auflage. IAEA, 2022, ISBN 978-92-0-125122-0 (englisch, iaea.org).

### Sachliteratur
- Wolfgang D. Müller: Geschichte der Kernenergie in der Bundesrepublik Deutschland. Schäffer, Verl. für Wirtschaft u. Steuern, Stuttgart 1990, ISBN 978-3-8202-0564-0.
- Julia Mareike Neles, Christoph Pistner (Hrsg.): Kernenergie: Eine Technik für die Zukunft? Springer Vieweg, Berlin, Heidelberg 2012, ISBN 978-3-642-24328-8, doi:10.1007/978-3-642-24329-5.
- Joachim Radkau, Lothar Hahn: Aufstieg und Fall der deutschen Atomwirtschaft. Oekom, München 2013, ISBN 978-3-86581-315-2.
- Christoph Wehner: Die Versicherung der Atomgefahr: Risikopolitik, Sicherheitsproduktion und Expertise in der Bundesrepublik Deutschland und den USA 1945-1986. Wallstein Verlag, Göttingen 2017, ISBN 978-3-8353-3085-6.[344][345]
- Hansruedi Völkle: Kernenergie: Chancen und Risiken. Springer Berlin Heidelberg, Berlin, Heidelberg 2020, ISBN 978-3-662-59300-4, doi:10.1007/978-3-662-59301-1.
- Dirk Eidemüller: Nuclear Power Explained. Springer International Publishing, Cham 2021, ISBN 978-3-03072669-0, doi:10.1007/978-3-030-72670-6 (englisch).
- Anna Veronika Wendland: Atomkraft? Ja bitte! Klimawandel und Energiekrise: Wie Kernkraft uns jetzt retten kann. Quadriga, Köln 2022, ISBN 978-3-86995-123-2.
- Christian von Hirschhausen: Atomenergie. Geschichte und Zukunft einer riskanten Technologie. C. H. Beck, München 2023, ISBN 978-3-406-79788-0.